# Nazionale maschile di rugby a 15 dell'Inghilterra
La nazionale di rugby a 15 dell'Inghilterra (in inglese England national rugby union team) è la squadra nazionale di rugby a 15 maschile che rappresenta l'Inghilterra in ambito internazionale; opera sotto la giurisdizione della Rugby Football Union (RFU).
Attiva dal 1871 (il primo incontro si tenne a Edimburgo il 27 marzo di quell'anno contro la Scozia), la nazionale inglese è impegnata annualmente nel torneo del Sei Nazioni ‒ nato nel 1883 come Home Nation Championship e divenuto poi Cinque Nazioni ‒ contro Galles, Irlanda, Scozia, la citata Francia e l'Italia, conseguendo 39 vittorie complessive (in tutte le sue denominazioni ufficiali), 10 delle quali ex-æquo con altre contendenti; in 13 edizioni, inoltre, ha corredato la vittoria finale con il Grande Slam, ossia vincendo tutte le gare del torneo.
L'Inghilterra ha partecipato a tutte le edizioni della Coppa del Mondo, torneo istituito dall'International Rugby Football Board nel 1987, raggiungendone quattro volte in finale, due contro l'Australia (con una sconfitta nel 1991 e una vittoria nel 2003) e altrettante contro il Sudafrica (con due sconfitte, nel 2007 e nel 2019).
A tutta l'edizione 2019 l'Inghilterra è l'unica nazionale dell'Emisfero Nord ad avere vinto la Coppa del Mondo.
Il commissario tecnico è Steve Borthwick, in carica dal 19 dicembre 2022.
Borthwick rimpiazza l'australiano Eddie Jones, allenatore-capo della squadra per i precedenti sette anni.
Al 7 novembre 2022 la squadra occupa la 5ª posizione del ranking World Rugby.
Alla stessa data detiene il primato di 18 vittorie consecutive in gare internazionali a pari merito della Nuova Zelanda.

## Storia
La storia della nazionale inglese di rugby a 15 coincide in larga parte con quella della disciplina stessa, almeno nella forma regolamentare con la quale è giunta fino ai giorni nostri.

### Esordio

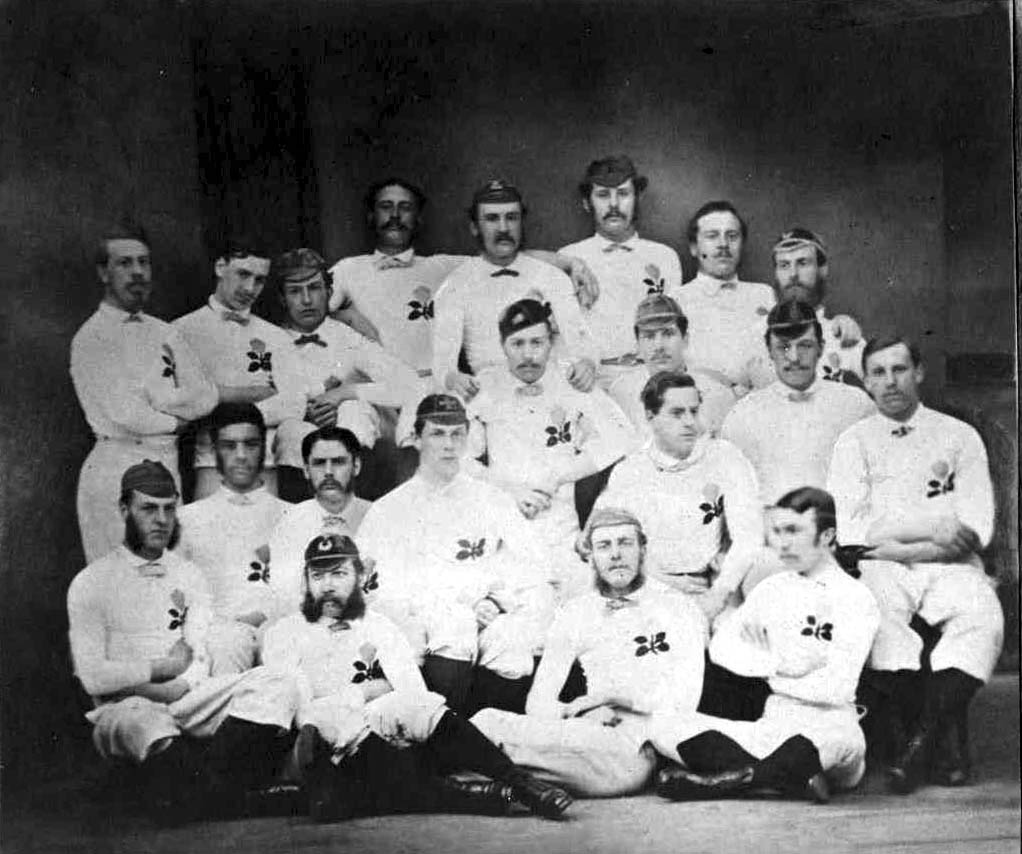
La prima formazione inglese del 1871, a Edimburgo contro la Scozia

Il gioco del rugby si diffuse nel Regno Unito nella prima metà del XIX secolo grazie agli ex alunni provenienti dalle scuole private inglesi, in particolare da quelle, giustappunto, di Rugby, la cittadina del Warwickshire a cui vengono attribuiti i natali della disciplina omonima.
Essi portarono il gioco nelle università (il primo club accademico nacque a Oxford nel 1839), nella Capitale, che vide la nascita del suo primo club intorno al 1860, e nelle contee.
Il 26 gennaio 1871 la neoistituita Rugby Football Union codificò le regole del gioco e il 27 marzo di quello stesso anno la squadra nazionale si confrontò con la Scozia in quello che fu anche il primo match ufficiale internazionale della storia del rugby: di fronte a un pubblico di circa 4000 spettatori al Raeburn Place di Edimburgo gli scozzesi prevalsero grazie a una meta e a un drop tra i pali contro una meta inglese.
Quello contro la Scozia fu il primo di una lunga serie di confronti (139 al 2021).

### Il primo mezzo secolo e l'Home Championship

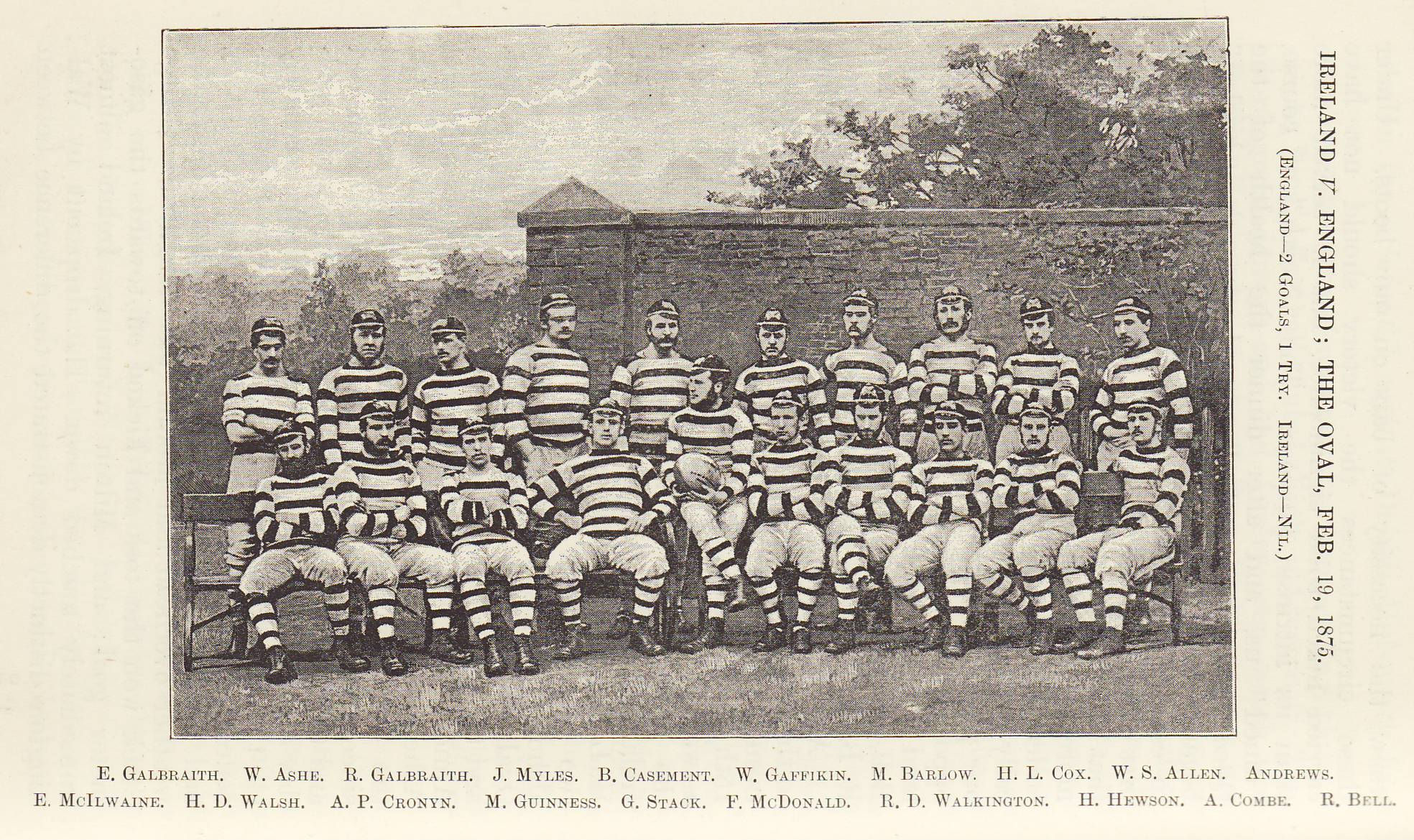
L' tenuta a battesimo dagli inglesi, battuta per due calci a zero

Scozia e Inghilterra inaugurarono la consuetudine di incontrarsi almeno una volta l'anno (tradizione interrotta solo dalle due guerre), e infatti la prima occasione di rivincita fu il 5 febbraio 1872: al Kennington Oval di Londra gli inglesi vinsero 8-3 (3 mete di cui una trasformata e un drop a testa).
Il terzo incontro si tenne nel 1873 all'Hamilton Crescent di Glasgow e si risolse in un pareggio per 0-0.
Di nuovo a Londra, con una vittoria inglese, fu il quarto match tra le due nazionali (1874).
La nazionale di casa si impose per 3-1 (un drop inglese contro una meta scozzese).
L'anno successivo (15 febbraio 1875) l'Inghilterra tenne a battesimo l'Irlanda a Londra, battendola per 2-0 (una meta e due calci tra i pali, equivalente a 11-0 con il punteggio in vigore dal 1992) e la rivincita, che si tenne in dicembre, vide gli inglesi prevalere di nuovo per 1-0 (una meta trasformata a zero per l'Inghilterra).
Fino al 1880 l'Inghilterra continuò ad avere regolari incontri con le nazionali scozzese e irlandese, sempre vinti.
Nel 1879 Scozia e Inghilterra disputarono la prima edizione della Calcutta Cup, trofeo da mettersi in palio annualmente tra le due nazionali in partita unica, e nel 1880 fu l'Inghilterra la prima ad aggiudicarsi il trofeo a Manchester con due calci piazzati contro uno (6-3 secondo il sistema moderno di punteggio), dopo il pareggio dell'anno prima a Glasgow (un calcio piazzato a testa o 3-3).

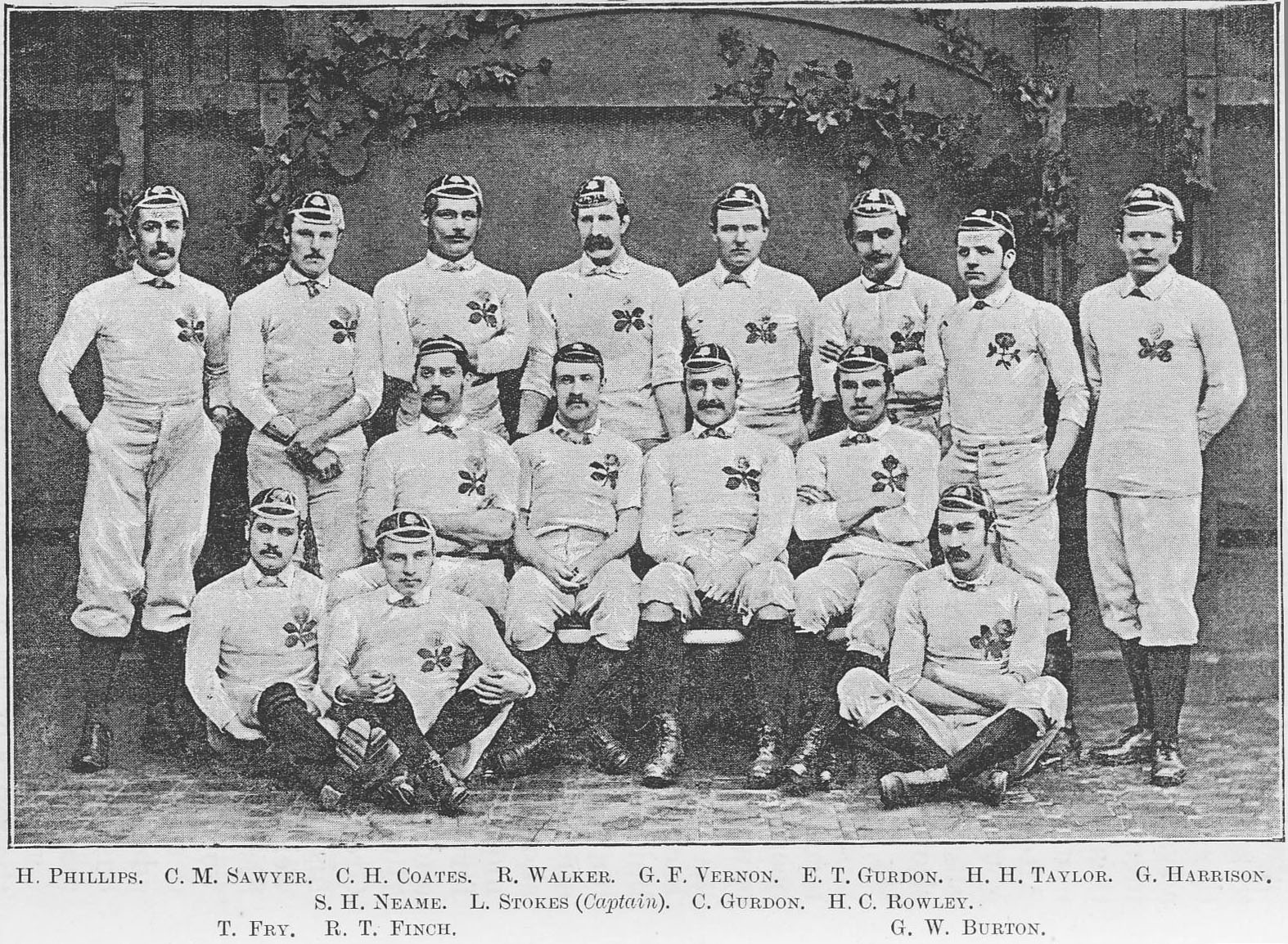
La squadra nel 1880

Il 19 febbraio 1881 fu il Galles a esordire sulla scena internazionale e a tenerlo a battesimo, al Richardson's Field di Londra (campo del Blackheath), fu proprio la nazionale inglese che, nell'occasione, conseguì il suo fino ad allora migliore risultato internazionale battendo i nuovi arrivati con 6 mete, 7 calci piazzati e un drop a zero.
La rivincita in Galles, a Swansea, fu un'altra vittoria inglese.
Nel dicembre 1882 prese vita il torneo tra le quattro Nazionali del Regno Unito, l'Home Championship: la prima vincitrice (nel 1883, anno di termine della competizione) fu proprio l'Inghilterra, che nell'occasione fece punteggio pieno e portò a casa la Calcutta Cup.
Delle 23 edizioni dell'Home Championsip disputate fino al 1910, anno in cui il torneo fu aperto anche alla Francia divenendo Cinque Nazioni, l'Inghilterra ne vinse 6, di cui 2 a pari merito con la Scozia e riportando in due occasioni, la citata edizione inaugurale del 1883 e quella del 1891, il Grande Slam, riconoscimento riservato alla nazionale che vinca tutti gli incontri del torneo.
Tra il 1896 e il 1901 invece vi fu uno tra i periodi più infruttuosi per la Nazionale: solo una vittoria nel torneo del 1897 e in quello del 1898 (poi interrotto) e due Whitewash (tre sconfitte su tre incontri) nel 1899 e 1901.
Tale performance negativa fu replicata più tardi, nel 1905.
Non mancarono anche momenti di tensione: alla fine degli anni ottanta, feroci dispute di carattere regolamentare avevano posto l'Inghilterra in contrasto con le altre tre federazioni britanniche.
Il culmine si ebbe nel 1888 a seguito della nascita dell'International Rugby Football Board (1886): gli inglesi chiedevano una maggiore rappresentatività in seno all'organizzazione come condizione irrinunciabile per aderirvi; tali condizioni furono considerate inaccettabili dalle altre federazioni, quindi, di fronte all'ultimatum della neonata IRFB di non disputare incontri internazionali contro federazioni non affiliate, nel 1889 e 1890 l'Inghilterra rimase fuori dall'Home Championship.
Un arbitrato risolse alfine nel 1890 quella che era ormai era divenuta nota come la Grande Disputa: l'Inghilterra ebbe 6 rappresentanti nell'IRFB e le altre tre federazioni britanniche ne ebbero 2 ciascuno, sì da impedire agli inglesi di cambiare unilateralmente i regolamenti, ma al contempo di inibire alle altre federazioni la possibilità di fare modifiche senza il consenso inglese.
Ciò permise il ritorno, nel 1891, dell'Inghilterra all'attività internazionale.

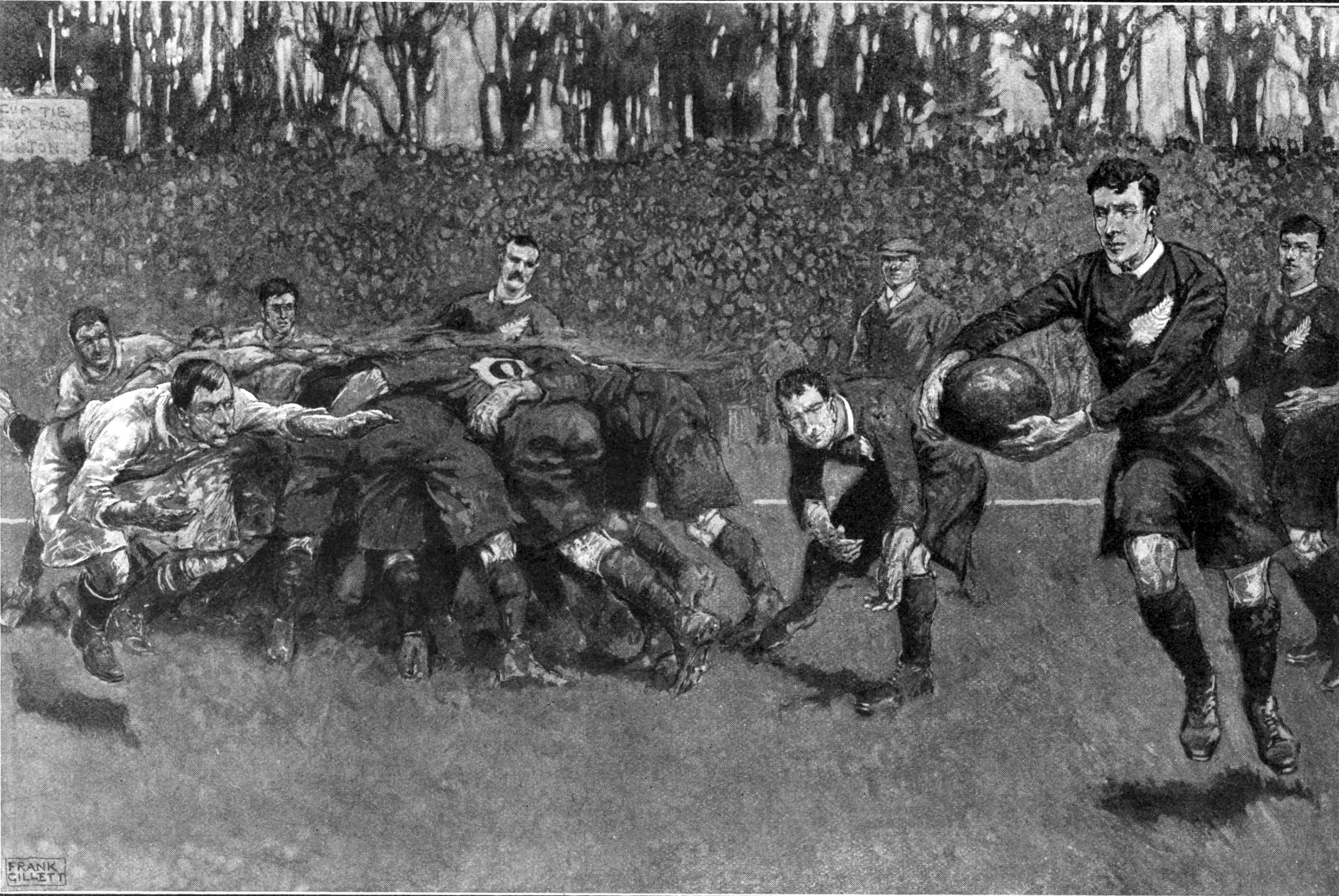
Il primo incontro tra Inghilterra e (1905)

Nel 1889 gli inglesi incontrarono la prima selezione esterna alle isole britanniche: il 16 febbraio a Londra, infatti, sconfissero per 7-0 i NZ Natives nel corso del primo tour europeo di questi ultimi.
Del 1905 è invece il primo match contro gli All Blacks neozelandesi, conclusosi con una sconfitta per 0-15, che non ammise rivincita fino al 1936, quando gli inglesi vinsero il loro primo incontro con gli oceaniani; nel 1906 fu altresì il turno della prima volta contro la Francia, incontrata e battuta al Parco dei Principi di Parigi per 35-8 il 22 marzo 1906, nel quadro degli incontri dell'Home Championship di quell'anno.
Ancora nel 1906 l'Inghilterra disputò il suo primo match contro il Sudafrica, a Londra: il risultato fu un pareggio per 3-3 (una meta per parte, nel frattempo portata a tre punti).
Fino al 1969 gli inglesi non riuscirono mai a sconfiggere gli Springboks.
Fu una sconfitta anche l'esordio (1909) contro l'altra potenza oceaniana, l'Australia: 3-9 fu il risultato con cui gli Wallabies sconfissero gli inglesi al Rectory Field di Blackheat.
In quest'ultimo caso occorsero solo 19 anni per la rivincita: il secondo incontro, disputato nel 1928, vide l'Inghilterra prevalere per 18-11.

#### Twickenham e il Cinque Nazioni
Nel 1909 la RFU inaugurò lo stadio di Twickenham, che il 15 gennaio 1910 ospitò la prima partita della nazionale, l'incontro del Cinque Nazioni contro il Galles vinto 11-6.
A condividere con la squadra nazionale lo stadio di Twickenham v'era il club dall'uniforme multicolore degli Harlequins, un cui incontro aveva inaugurato ufficialmente l'impianto: l'Inghilterra dominò il panorama internazionale fino alla Grande Guerra con la vittoria ex-æquo con l'Irlanda del Cinque Nazioni nel 1912, e due Grandi Slam consecutivi nel 1913 e 1914.
La guerra fermò l'attività internazionale e anche il periodo postbellico, con tutte le sue difficoltà, non permise di riprendere a giocare fino al 1921: in quell'anno l'Inghilterra, detentore dell'ultimo Cinque Nazioni disputato, mise a segno il terzo Grande Slam consecutivo e mantenne il trofeo.
Con quella vittoria si chiuse così il primo mezzo secolo di vita della nazionale di rugby più antica del mondo.

### Tra le due guerre

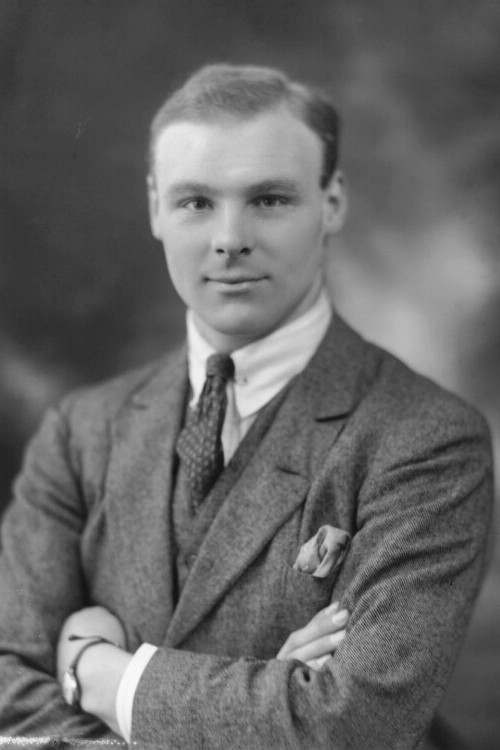
Wavell Wakefield nel 1922

Il periodo tra le due guerre fu quello che vide la trasformazione tattica di alcuni ruoli del rugby a XV da sostanzialmente statici, come le terze linee, in elementi dinamici capaci di proporre gioco.
Il precursore e principale artefice di tale evoluzione fu il terza ala Wavell Wakefield, per più di 10 stagioni giocatore di spicco degli Harlequins e della nazionale, in seguito deputato alla Camera dei Comuni e presidente della Rugby Football Union.
Accreditato di velocità e capacità di scarto non comuni per un avanti, è considerato innovatore del ruolo e una delle figure chiave del successo della formazione nazionale inglese degli anni venti.
Il suo ruolo nello sport britannico gli fu riconosciuto in vita con il conferimento del titolo nobiliare di Lord e, postumo, con l'ingresso nella International Rugby Hall of Fame.
La squadra conquistò 4 tornei del Cinque Nazioni (1923, 1924, 1928 e 1930, i primi tre dei quali con il Grande Slam) e altrettanti Home Championship, così rinominato dopo l'espulsione della Francia per passaggio al professionismo nel 1931 (1932 ex æquo con l'Irlanda, 1934 e 1937 con la Triple Crown che di fatto, per l'assenza della Francia, significava anche il Grande Slam, e 1939 ex æquo con il Galles e, ancora, Irlanda).
Nel corso del Cinque Nazioni 1924 lo stadio raggiunse il suo primo picco di spettatori del primo dopoguerra ‒ 43000, la stragrande maggioranza dei quali in piedi ‒ in occasione dell'incontro con il Galles.

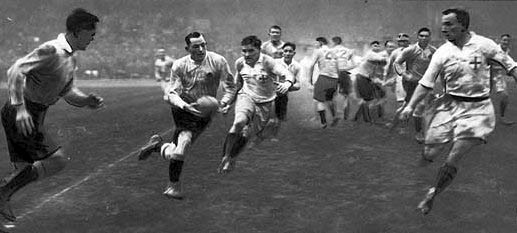
Inghilterra contro Nuovo Galles del Sud a Twickenham,

I due momenti memorabili di quel periodo furono tuttavia, indubbiamente, la vittoria di Twickenham per 18-11 contro il Nuovo Galles del Sud (formazione all'epoca rappresentante l'Australia) del 7 gennaio 1928 e, soprattutto, il netto 13-0 che gli inglesi imposero nello stesso stadio alla Nuova Zelanda il 4 gennaio 1936 davanti a 70000 spettatori, per quella che a rimase l'affermazione più netta delle Rose sugli All Blacks fino al 2012 (e l'unica fino al 1973).
La vittoria del 1928 ebbe un prologo che ne mise in forse i presupposti: infatti, nel natale precedente, una forte nevicata aveva gonfiato il Tamigi, che ruppe gli argini a Twickenham e, oltre a inondare il prato dello stadio, sommerse e danneggiò irrimediabilmente un'abitazione di pertinenza dello stesso, in uso a un funzionario della RFU; ciononostante si riuscì a drenare il terreno e ad accogliere gli Wallabies come previsto.
Per quanto riguarda altresì la vittoria sugli All Blacks del 1936, il suo principale artefice fu un personaggio singolare, Aleksandr Obolenskij, nato in una famiglia nobile di profughi della rivoluzione russa, che disputò in tutta la sua carriera internazionale solo quattro incontri per l'Inghilterra e morì a soli 24 anni per un incidente aereo durante la guerra.
Ottenuta ‒ per pesante intercessione della RFU ‒ la cittadinanza britannica appena in tempo per essere schierato in nazionale, prima dell'incontro d'esordio Obolenskij si sentì chiedere dal principe di Galles, futuro re Edoardo VIII, a quale titolo rappresentasse l'Inghilterra, e lui rispose «Studio a Oxford, signore»: il principe, come veniva chiamato il giovane russo, realizzò due mete per la prima vittoria inglese sui neozelandesi, e impedì ai visitatori il Grande Slam nelle isole britanniche nel corso di quel tour.
Vladimir Nabokov, connazionale di Obolenskij e come lui esule della rivoluzione, ebbe occasione di vederlo giocare e descriverne le gesta, il cui resoconto finì in suo saggio postumo, noto in italiano come Lezioni di letteratura russa (1981): «Diversi anni fa in Inghilterra, durante un incontro di rugby, vidi il magnifico Obolenskij calciare la palla in corsa e d'un tratto cambiare idea, tuffarsi in avanti e riprenderla con le mani…».
Unico motivo di rammarico di quel periodo fu la sconfitta interna contro i sudafricani (occorsa esattamente tra le due vittorie summenzionate, il 2 gennaio 1932) incontrati nel corso del loro tour del 1931-32: a Twickenham gli Springboks si imposero 7-0.
Il 19 marzo 1938 a Twickenham Inghilterra e Scozia furono protagoniste della prima diretta televisiva di sempre, a cura della BBC, di un match di rugby a 15: le due squadre si incontrarono nell'ultima giornata dell'Home Championship che decideva sia Triplice Corona che Calcutta Cup e torneo, perché entrambe comandavano la classifica a pari punti al fischio d'inizio; la Scozia prevalse 21-16 per il suo diciottesimo Championship.
La vittoria inglese nell'Home Championship 1939, suggellata dalla conquista della Calcutta Cup a Edimburgo nell'ultima giornata di torneo, fu l'atto finale del rugby internazionale prima dello scoppio della seconda guerra mondiale, avvenuto il 1º settembre successivo.

### Il secondo dopoguerra

#### Dalla ripresa al primo secolo di vita
Nel 1947 ripartì l'attività internazionale dell'Inghilterra e delle altre nazionali delle Isole Britanniche.
Riprese l'Home Championship (nuovamente nominato Cinque Nazioni per via della riammissione della Francia, che i Bianchi vinsero a pari merito del Galles.
L'anno successivo gli inglesi evitarono il Whitewash solo grazie a un pareggio, ma in generale il team non ebbe grandi risultati nei primi anni cinquanta: nel loro tour gli Springboks sconfissero 8-3 gli inglesi a Twickenham il 5 gennaio 1952; nel 1953 gli inglesi riuscirono invece a rivincere il Cinque Nazioni senza perdere un incontro (unica mancata vittoria, il pareggio contro il Galles) e, nel 1957, realizzarono il Grande Slam.
La vittoria fu confermata anche l'anno successivo, sebbene solo con due vittorie e due pareggi.
Nel periodo a cavallo tra gli anni cinquanta e sessanta, a dominare il Cinque Nazioni era la Francia che vinse quattro edizioni consecutive dal 1959 al 1962, una delle quali ex æquo con la stessa Inghilterra.
Nell'edizione del 1959 gli inglesi conquistarono il record negativo di prima squadra a terminare il torneo senza avere segnato una singola meta.
L'Inghilterra aprì gli anni sessanta ancora contro il Sudafrica impegnato nel suo tour 1960-61 e fu di nuovo una volta una sconfitta, per 0-5 a Twickenham il 7 gennaio 1961.
Nel 1963 i Bianchi interruppero l'egemonia francese nel Cinque Nazioni; a titolo statistico, in quell'edizione vittoriosa realizzarono contro l'Irlanda l'ultimo 0-0 (al 2021) in una gara del torneo che, se non impedì loro vincere il titolo finale (l'ultimo per 15 anni) tuttavia precluse loro la conquista dello Slam.
Sempre nel 1963 la squadra partì per un minitour in Australasia, perdendo contro la Nuova Zelanda due volte, per 11-21 (25 maggio) e 6-9 (1º giugno) e poi contro l'Australia 9-18 (4 giugno). Quando l'anno seguente gli All Blacks restituirono la visita nel corso del loro tour 1963-64, si imposero anche a Twickenham per 14-0.
L'anno meno prolifico del decennio fu il 1966 che vide l'Inghilterra senza vittorie: solo un pareggio (6-6) contro l'Irlanda nel Cinque Nazioni.
Unico motivo di soddisfazione di quel periodo fu la vittoria per 11-8 sul Sudafrica il 20 dicembre 1969; fu, anche, una partita caratterizzata da forti tensioni politiche perché tutto il tour sudafricano nelle isole britanniche fu accompagnato da proteste dei militanti anti-apartheid, e l'incontro di Twickenham non fece eccezione, con la polizia a prevenire l'ingresso dei manifestanti all'interno del recinto di gioco.
Dal 1969 la squadra aveva un C.T. ufficialmente investito dell'incarico, sulla falsariga di quanto già deciso in precedenza dal Galles nel 1967, prima tra le Home Union a ravvisare la necessità di dotare la propria nazionale di uno staff tecnico dedicato per far fronte alle sfide provenienti dalle federazioni dell'Emisfero Sud; la scelta della RFU era ricaduta su Don White.

#### Dal centenario all'avvento del professionismo
La nazionale inglese compì i suoi cent'anni di vita nel 1971 e la celebrazione coincise con una tribolata e soffertissima vittoria a Tokyo contro il Giappone (6-3).
In termini di risultati e di immagine internazionale il decennio appena iniziato fu tra i più duri per il rugby inglese e, più in generale, quello britannico.
Se da un lato, infatti, la squadra riuscì a conseguire vittorie di prestigio contro Sudafrica (18-9, 3 giugno 1972), Nuova Zelanda (16-10, 15 settembre 1973, prima vittoria di sempre di una singola Home Nation in casa degli All Blacks) e Australia (23-6, 3 gennaio 1976), il sempre crescente conflitto tra il governo di Londra e gli indipendentisti dell'Irlanda del Nord provocò gravi ripercussioni anche sugli eventi sportivi.

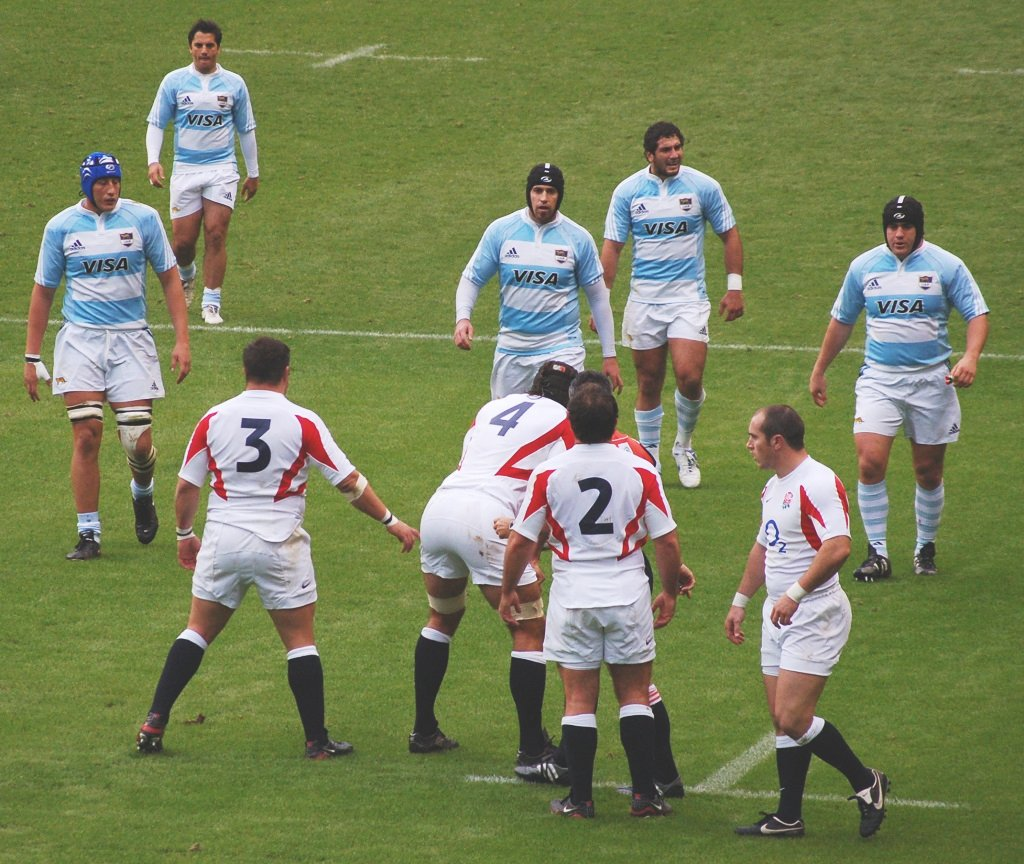
L' (in maglia biancoceleste, qui nel 2006) disputò il suo primo test match contro gli inglesi nel 1981

Già il Torneo Interbritannico di calcio era stato messo a rischio, ma il Cinque Nazioni era più esposto in quanto rappresentava la più importante manifestazione rugbistica europea dell'epoca: dopo il Bloody Sunday (30 gennaio 1972) e il conseguente attentato incendiario all'ambasciata britannica a Dublino, i giocatori britannici ricevettero lettere minatorie e quelli di Galles e Scozia, molti dei quali arruolati nelle forze armate o dell'ordine del Regno Unito, si rifiutarono di disputare le loro gare esterne in Irlanda.
L'anno successivo, invece, la squadra inglese, apparentemente incapace di interrompere la tradizione negativa inaugurata nel decennio precedente (ben sintetizzata mezzo secolo più tardi dall'Irish Examiner: «in quei dieci anni iniziati nel bel mezzo dei cosiddetti Swinging Sixties in cui il rugby inglese passava da una sconfortante sconfitta a un'altra, sfuggire al Cucchiaio di legno era ormai quasi un motivo per festeggiare»), a seguito di una promessa fatta dal proprio capitano John Pullin decise di recarsi a Dublino (tranne il seconda linea Nigel Horton, dispensato per motivi di sicurezza in quanto agente di polizia) e, al momento dell'entrata in campo sul prato del Lansdowne Road, ricevette una standing ovation di cinque minuti.
Nonostante la sconfitta per 9-18 e la prova non memorabile della squadra, la partita passò alla storia per una dichiarazione di Pullin nel banchetto post-partita: «Non saremo stati un granché, ma almeno a giocare ci siamo venuti», mentre l'allora presidente della RFU Dickie Kingswell, nel ringraziare gli irlandesi per l'ospitalità riservata loro, commentò con understatement: «Abbiamo solo accettato un cortese invito».
Particolare singolare, e mai più verificatosi, quell'edizione del Cinque Nazioni fu vinta ex æquo da tutte e cinque le partecipanti, che chiusero ciascuna con due vittorie e due sconfitte.
Pullin a parte, primo ‒ e unico fino a Martin Johnson ‒ capitano inglese ad avere battuto le tre grandi potenze dell'Emisfero Sud, il giocatore di spicco in quel decennio difficile fu Bill Beaumont: questi, seconda linea del Fylde, succedette a Pullin come capitano e leader della squadra, che guidò al Grande Slam nel Cinque Nazioni 1980, il primo dopo 23 edizioni.
Convocato anche nei British Lions, fu il primo inglese dopo 50 anni a vestire la fascia da capitano di tale selezione in un test match ufficiale.
Tale Slam del 1980, unico altro acuto del decennio oltre al citato torneo condiviso del 1973, coincise con il primo Cinque Nazioni non condiviso dal 1963, corredato anche dalla prima vittoria in Francia dal 1964.
Nonostante tale promettente premessa, tuttavia, l'Inghilterra non vinse nulla per tutto il decennio: il successivo Cinque Nazioni arrivò solo nel 1991 (ancora con lo Slam).
Gli anni ottanta videro anche il primo test match ufficiale dell'Inghilterra contro l'Argentina (19-19 il risultato dell'incontro tenutosi il 30 maggio 1981 allo stadio Ferrocarril Oeste di Buenos Aires) e alcuni dei più insoliti episodi avvenuti intorno alla Nazionale: il 3 gennaio 1982, nell'intervallo del test match contro l'Australia, la (all'epoca) ventiquattrenne Erica Roe si produsse in uno streaking (attraversamento di corsa del campo di gioco senza indumenti addosso) sull'erba di Twickenham che la rese famosa e che la consegnò alla cronaca come autrice della più famosa corsa svestita della storia del rugby; successivamente, nel Cinque Nazioni, nel pranzo post-vittoria contro la Francia a Parigi, fu offerto un flacone-regalo di colonia a ciascun giocatore.
Il seconda linea Maurice Colclough svuotò il flacone, lo riempì di vino bianco e se lo bevve tutto, inducendo un suo compagno di squadra, Colin Smart, a pensare che anche il flacone a lui destinato contenesse vino.
Questi quindi lo bevve tutto d'un fiato ed entro un'ora si ritrovò all'ospedale per una lavanda gastrica.
Un terzo compagno di squadra commentò: «Immagino che Colin non se la sia passata bene, però non gli ho mai più sentito un alito così profumato».
Nel Cinque Nazioni 1983 arrivò anche il cucchiaio di legno, frutto di un pari e tre sconfitte: salvò parzialmente l'annata la vittoria (19 novembre) per 15-9 contro gli All Blacks a Twickenham; durante il loro tour in Sudafrica dell'anno successivo, tuttavia, gli inglesi persero entrambi i test match contro gli Springboks (15-33 il 2 giugno 1984 a Port Elizabeth e 9-35 il 9 giugno successivo a Johannesburg) con una squadra decimata per motivi politici: il tre quarti centro di colore del Bristol rifiutò di recarsi in un Paese che praticava la segregazione razziale, anche a costo di perdere la possibilità di esordire a livello internazionale; altri giocatori, pur non dichiarando espressamente il loro rifiuto a recarsi in Sudafrica, fornirono svariate motivazioni per non partecipare alla spedizione.
L'IRFB, nel frattempo, per scongiurare il tentativo da parte di un network televisivo australiano di allestire una lega professionistica fuori dalla propria giurisdizione, al termine di un conflittuale dibattito tra i propri membri deliberò, il 21 marzo 1985, di istituire la Coppa del Mondo, la cui prima edizione, completamente a inviti, fu programmata per il 1987 con organizzazione congiunta da parte di Australia e Nuova Zelanda; l'Inghilterra figurò tra le invitate.

##### L'era della Coppa del Mondo
La prima Coppa del Mondo vide l'Inghilterra affrontare il girone di qualificazione contro Australia, Giappone e Stati Uniti.
I risultati furono rispettivamente 6-19, 60-7 e 34-6, che diedero ai Bianchi la qualificazione come secondi del girone.
Successivamente, ai quarti di finale, gli inglesi furono sconfitti per 3-16 dal Galles ed eliminati.
La seconda Coppa del Mondo fu organizzata proprio in Inghilterra (con alcuni incontri ospitati da Francia, Galles e Scozia), e la squadra di casa vi arrivò al termine di un triennio con luci e ombre: sette vittorie in tre edizioni complessive del Cinque Nazioni (uno dei quali, quello del 1990, vinto dalla Scozia con il Grande Slam) e due sconfitte in altrettanti test match di metà anno nel tour 1988 contro l'Australia (19-28 e 8-28), parzialmente riscattate dalla rivincita inglese sugli Wallabies a Twickenham (28-19, 5 novembre).
Il 1991 per contro iniziò bene, con il Grande Slam al Cinque Nazioni, anche se nel tour nel Pacifico di metà anno giunse una brusca sconfitta contro l'Australia (15-40).
Il primo girone della Coppa del Mondo vide l'Inghilterra opposta a Nuova Zelanda, Italia e Stati Uniti.
Sconfitta nel top match per 12-18 dagli All Blacks, la squadra si riprese contro l'Italia (in quello che fu il primo test match tra le due nazionali) per 36-6 e successivamente, battendo gli Stati Uniti 37-9, incassò la qualificazione ai quarti.
Lì incontrò la Francia al Parco dei Principi di Parigi e, al termine di una partita accesissima e caratterizzata da strascichi fortemente polemici, prevalse 19-10; la chiave di volta fu un'azione dell'eroe di giornata della partita, il terza linea Mickey Skinner, che nel corso di una mischia sul 10-10 partì dal retro del suo raggruppamento per andare a placcare Marc Cécillon, impedirgli un off-load sul suo mediano di mischia Fabien Galthié e ricacciarlo indietro di quasi cinque metri, facendo perdere ai francesi l'inerzia del gioco e di fatto indirizzando l'incontro a favore della sua squadra.
In semifinale a Edimburgo fu la Scozia a cadere grazie a due calci piazzati di Jonathan Webb e un drop di Rob Andrew contro due piazzati di Gavin Hastings.
In finale gli inglesi trovarono l'Australia di David Campese e Michael Lynagh: gli Wallabies si imposero 12-6 a Twickenham davanti a 56000 spettatori, nonostante l'Inghilterra avesse cercato di abbandonare il gioco chiuso e basato sugli avanti per un gioco alla mano e più arioso; l'unica meta dell'incontro fu marcata dall'australiano Tony Daly, mentre i punti al piede furono realizzati da Michael Lynagh ancora per l'Australia (una trasformazione e due piazzati) e Jonathan Webb per gli inglesi (due piazzati).
Il quadriennio che accompagnò l'Inghilterra alla III Coppa del Mondo iniziò con il secondo consecutivo Grande Slam, al Cinque Nazioni 1992 (prima doppietta a punteggio pieno dopo 68 anni) , bissato proprio nell'anno della competizione, nel 1995.
Nel frattempo, ad aprile 1992 l'IRFB aveva deliberato l'affidamento al Sudafrica della Coppa del Mondo 1995 per celebrare la fine dell'apartheid in tale Paese.
Gli inglesi furono sorteggiati insieme ad Argentina, Italia e Samoa Occidentali.
Le prime due partite contro Pumas e Azzurri furono molto combattute e vinte di stretto margine, rispettivamente 24-18 e 27-20.
La successiva vittoria sulle Samoa Occidentali servì a passare come prima squadra del girone e a ricevere nei quarti la campione uscente Australia sulla quale si prese la rivincita di quattro anni prima eliminandola con il punteggio di 25-22.
La semifinale contro la Nuova Zelanda fu quella che diede origine al mito di Jonah Lomu: dopo circa un minuto e mezzo di gioco, l'ala in maglia nera ricevette palla da Graeme Bachop e marcò resistendo in sequenza ai placcaggi degli inglesi Tony Underwood, di Will Carling e, infine, di Mike Catt, sopra il quale Lomu letteralmente passò prima di segnare; la partita terminò 45-29 per gli All Blacks, e nella successiva finale per il terzo posto a Pretoria gli inglesi furono sconfitti anche dalla Francia.

#### Il professionismo
Subito dopo la fine della Coppa del Mondo 1995 l'IRFB, com'era all'epoca noto World Rugby, abolì il divieto di giocare a rugby dietro compenso economico ponendo quindi fine a diffusi episodi di professionismo mascherato da dilettantismo (chiamato dai francesi amateurisme marron o dagli inglesi shamateurism, da shame = "vergogna" e amateurism) messi in opera per aggirare il divieto di retribuire le prestazioni sportive dei giocatori e, soprattutto, ponendo un argine all'avanzata del rugby a XIII (diffusissimo in Australia, nord del Regno Unito, Sudafrica) e all'emorragia di giocatori verso la disciplina che garantiva sicuri ingaggi, essendo da sempre professionistica.

##### Controversie tra club e RFU
Il cammino di avvicinamento alla Coppa del 1999 fu uno dei più criticati e sofferti della nazionale del dopoguerra: dapprima sorse una feroce controversia al limite della guerra interna con le altre federazioni a causa di un contratto esclusivo quinquennale da circa 87 milioni di sterline stipulato tra British Sky Broadcasting di Rupert Murdoch e la RFU per la trasmissione degli incontri interni della nazionale inglese nel Cinque Nazioni: in base a tale accordo tutte le gare a Twickenham nel torneo sarebbero state a pagamento mentre in chiaro sui canali della BBC sarebbero rimasti quelli delle altre due squadre britanniche; questo spinse Irlanda e Scozia a minacciare l'abbandono del torneo, anche se il problema rientrò a fine accordo nel 2002 quando, dopo una caduta di ascolti del 30% nel Regno Unito, tutta la parte britannica del torneo tornò sotto la televisione di Stato.
Ma un altro problema, ben più diretto e incisivo, sopravvenne a complicare l'attività internazionale: a partire dall'avvento del professionismo nel rugby a XV britannico, i giocatori nel giro della nazionale furono coinvolti nella battaglia politico-sportiva tra i loro club d'appartenenza e la RFU; tale conflitto fu chiamato Clubs vs. Country e riguardò essenzialmente gli indennizzi dovuti ai club per l'utilizzo dei loro uomini in maglia bianca.
Il primo scontro si ebbe in vista del tour 1998 dell'Emisfero Sud quando numerosi club di English Premiership si rifiutarono di liberare i propri giocatori per la nazionale.
Toccò in sorte alla vecchia gloria Clive Woodward (già vincitore del citato Slam del 1980), promosso C.T. un anno prima, di guidare l'Inghilterra attraverso quello che divenne noto come «il tour infernale» (in inglese The Hell Tour): costretto ad allestire una rosa d'emergenza con 17 debuttanti da mandare contro le tre potenze subequatoriali, subì sette sconfitte su sette incontri, di cui quattro infrasettimanali e tre test match: disastrosa l'apertura del tour, a Brisbane contro l'Australia, risoltasi in un umiliante 0-76 a opera degli Wallabies, all'epoca (e tuttora) la peggior sconfitta del rugby internazionale inglese; pesante anche se non nelle stesse proporzioni del test precedente il 22-64 incassato a Dunedin contro la Nuova Zelanda e quasi soddisfacente lo 0-18 subìto a Città del Capo, in cui la stampa accreditò quanto meno la squadra di essere stata capace di evitare un passivo delle stesse dimensioni dei due precedenti incontri.
Ottenuta nell'ottobre successivo la qualificazione alla Coppa del Mondo 1999, fece seguito un Cinque Nazioni 1999 anonimo, appannaggio della Scozia.
La IV Coppa del Mondo fu organizzata dal Galles, con incontri anche in Scozia, Francia e nella stessa Inghilterra la cui nazionale, quindi, giocava praticamente in casa: in effetti gli incontri della propria fase a gironi, due vittorie contro Italia e Tonga e una sconfitta contro gli All Blacks, si tennero a Twickenham, mentre invece il quarto di finale, ottenuto dopo la vittoria su Figi nel barrage delle seconde classificate, la vide uscire dal torneo contro il Sudafrica, vittorioso 44-21 allo Stade de France.

### L'Inghilterra del nuovo millennio

#### La conquista della Coppa del Mondo
L'Inghilterra non ebbe bisogno di disputare le qualificazioni alla Coppa del Mondo 2003 in quanto automaticamente qualificata per essere arrivata tra le prime otto nel 1999, e inaugurò il nuovo corso del Sei Nazioni, così chiamato per via dell'ammissione al torneo dell'Italia, con una vittoria finale, benché non con il Grande Slam, né la Triplice Corona, entrambe impeditele dalla vittoria della Scozia nella gara decisiva per la Calcutta Cup nell'ultima giornata.
Sydney, Stadium Australia, 22 novembre 2003
AUSTRALIA ‒ INGHILTERRA 17-20 d.t.s.
Marcatori: 6' Tuqiri mt; 11', 20', 28' e 82' Wilkinson c.p.; 38' J. Robinson mt.; 47', 61' e 80' Flately c.p; 100' Wilkinson drop.
Australia: Rogers, Sailor (71' Roff), Mortlock, Flatley, Tuqiri, Larkham, Gregan (c); Lyons (57' Cockbain), Waugh, G. Smith, Sharpe (48' Giffin), Harrison, Baxter, Cannon (57' Paul), Young (92' Dunning).
C.T.: Eddie Jones.
Inghilterra: Lewsey, J. Robinson, W. Greenwood, Tindall (79' Catt), Cohen, Wilkinson, Dawson, Dallaglio, Back, R.A. Hill (93' Moody), Kay, Johnson (c), Vickery (86' Leonard), Thompson, Woodman.
C.T.: Clive Woodward.
Arbitro:  André Watson.
La squadra si ripeté nel 2001 al termine di un torneo lunghissimo, sospeso per 7 mesi a causa di un'epidemia di afta epizootica che bloccò gli spostamenti e le trasferte da e per le isole britanniche; solo a ottobre gli inglesi poterono fregiarsi del titolo benché, di nuovo all'ultima giornata, privati dello Slam, in tale occasione a opera dell'Irlanda.
Nel frattempo la polemica tra club e RFU non accennava a diminuire, quindi la Rugby Football Union diede vita nel 2001, di concerto con i principali club inglesi, a England Rugby, un organismo di coordinamento dei club e dell'attività internazionale.
RFU e club si accordarono per fissare un tetto massimo al numero di incontri internazionali stagionali per i giocatori d'élite (un gruppo di 50/60 rugbisti scelti dalla RFU) al fine di ridurne al minimo il rischio di logorìo e infortuni; fu altresì prevista contropartita economica verso i club a titolo di indennizzo.
Con queste premesse il C.T. Woodward poté lavorare su un gruppo scelto di giocatori e preparare la squadra in vista della Coppa del Mondo 2003.
Pur con la Francia campione del Sei Nazioni 2002, l'Inghilterra fu la migliore delle britanniche aggiudicandosi il Triple Crown, il primo da quattro anni a quella parte; dopo un soddisfacente tour di metà anno in Argentina, giunse una sessione di test match novembrini in cui sotto i colpi della squadra guidata da Woodward caddero a Twickenham tre vittime eccellenti in altrettanti fine settimana consecutivi: dapprima gli All Blacks, battuti 31-28, a seguire i campioni del mondo australiani 32-31 e infine il Sudafrica, addirittura umiliato con un 53-3, miglior vittoria inglese contro gli Springbok.

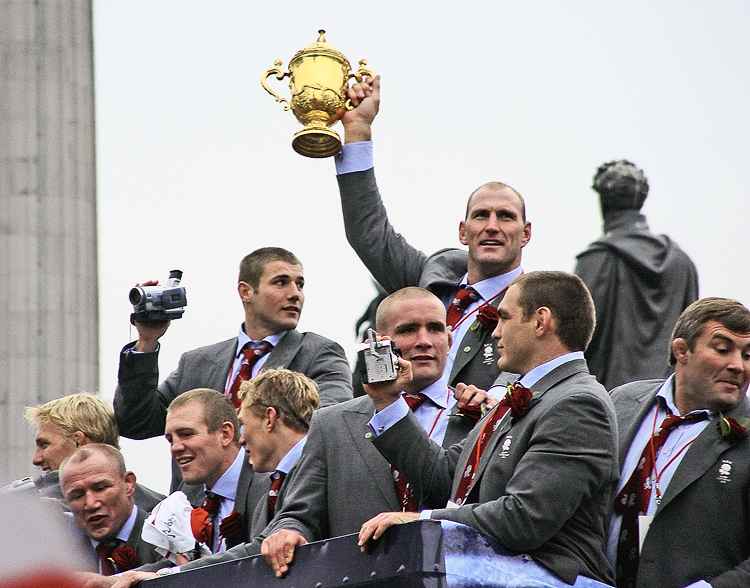
La squadra inglese mostra la Coppa del Mondo 2003 a Trafalgar Square.

Il 2003 portò, oltre al Grande Slam nel Sei Nazioni, due vittorie esterne in tour nell'Emisfero Sud, contro gli All Blacks, 15-13 a Wellington e contro gli Wallabies a Melbourne.
Con tali credenziali l'Inghilterra si presentò alla Coppa del mondo 2003 in Australia tra le favorite alla vittoria finale e, in effetti, iniziò la prima fase dominando il proprio girone che la vedeva contrapposta a Georgia, Samoa, Uruguay e soprattutto Sudafrica, regolato 25-6 nella seconda giornata di gare.
Dopo avere eliminato nei quarti il Galles 28-17 grazie a un Jonny Wilkinson in grande forma che marcò 23 punti, l'Inghilterra affrontò e batté 24-7 sotto una pioggia torrenziale una Francia molto spigolosa, autrice dell'unica meta dell'incontro, per quanto inutile.
Come nel 1991 la finale fu affare tra inglesi e australiani, con questi ultimi a restituire le cortesie dell'anfitrione allo Stadium Australia di Sydney; per gli Wallabies si trattava della terza finale, per i britannici della seconda.
L'incontro passò alla storia come uno dei più spettacolari della storia della competizione: subito sotto 0-5 per una meta di Tuqiri, l'Inghilterra ribaltò a suo favore la situazione con tre piazzati di Wilkinson, poi una meta di Robinson fissò il punteggio sul 14-5 prima dell'intervallo.
Nella ripresa gli inglesi subìrono il ritorno australiano, con l'incontro in parità 14-14 dopo tre calci di Flately.
Fino alla fine il risultato fu quello, quindi si andò al primo dei supplementari, in cui Wilkinson portò avanti l'Inghilterra ma ancora Flately pareggiò, portando l'incontro al secondo supplementare, dove però quasi nulla successe.
A 26 secondi dalla fine del tempo Wilkinson ricevette palla da Matt Dawson a circa 25 metri dai pali australiani e calciò in drop centrandoli e fissando il punteggio sul 20-17, dando quindi all'Inghilterra la prima Coppa del Mondo della sua storia, nonché rendendola la prima, e al 2021 l'unica, nazionale dell'Emisfero Nord ad avere vinto tale competizione.
Migliaia di tifosi festeggiarono a Heathrow il ritorno dei giocatori della nazionale e due settimane dopo, l'8 dicembre, fu decretata una giornata nazionale di festa in tutta l'Inghilterra: tra una folla di più di 500000 persone la squadra sfilò per le vie di Londra su un bus scoperto, e fu ricevuta prima da Tony Blair a Downing Street e poi dalla regina Elisabetta a Buckingham Palace.

#### Il quadriennio da campioni in carica

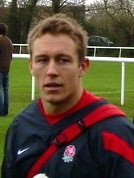
Jonny Wilkinson, l'eroe della Coppa del 2003

Numerosi giocatori, nell'anno successivo alla vittoria in Coppa del Mondo, annunciarono il ritiro dalla Nazionale; tra questi il capitano Martin Johnson, Lawrence Dallaglio (salvo un brevissimo ritorno occasionale nel Sei Nazioni 2006) e lo stesso allenatore Clive Woodward.
La decisione del C.T. di dimettersi fece seguito a un asserito mancato rispetto dei patti stabiliti con il citato accordo tra club e RFU: nonostante la relativa libertà di azione garantitagli da tale patto fosse stata fondamentale per la conquista della Coppa del 2003, appena un anno più tardi Woodward lamentò di non avere più spazio per pianificare gli allenamenti e impostare gli schemi di gioco, nonché per familiarizzare con i giocatori: «Ho chiesto di più e mi hanno dato di meno», disse Woodward nell'intervista in cui ventilava le sue dimissioni.
Nella decisione ebbe il suo peso anche un 2004 non esaltante, iniziato con un Sei Nazioni chiuso al terzo posto con due sconfitte.
L'eredità di Woodward fu raccolta dal suo secondo, Andy Robinson, già facente parte della vittoriosa spedizione in Australia; tuttavia il primo impegno del nuovo C.T., il Sei Nazioni 2005, fruttò tre sconfitte, e la vittoria finale contro la Scozia fu sostanzialmente uno spareggio per il quarto posto; a confermare il cattivo momento dei nazionali inglesi, anche i British Lions in tour in Nuova Zelanda a metà anno, la cui ossatura era composta in massima parte dagli uomini di Robinson, perse tutti e tre i test match contro gli All Blacks.
A rendere l'anno meno negativo concorse la vittoria 26-16 a Twickenham contro l'Australia in tour, cui tuttavia fece seguito una sconfitta, anche se non disonorevole, per 19-23 contro gli All Blacks.
Il Sei Nazioni 2006 ricalcò il risultato dell'anno precedente: quarto posto finale con due vittorie, una prima, ritenuta promettente, contro il Galles e un'altra, giudicata non convincente, contro l'Italia, battuta a fatica 31-16 a Roma dopo averne sofferto l'aggressività per lunghi tratti di partita; a seguire, due sconfitte contro Scozia e Francia e, dopo aver cambiato praticamente mezza squadra per l'incontro finale, ennesima sconfitta contro l'Irlanda.

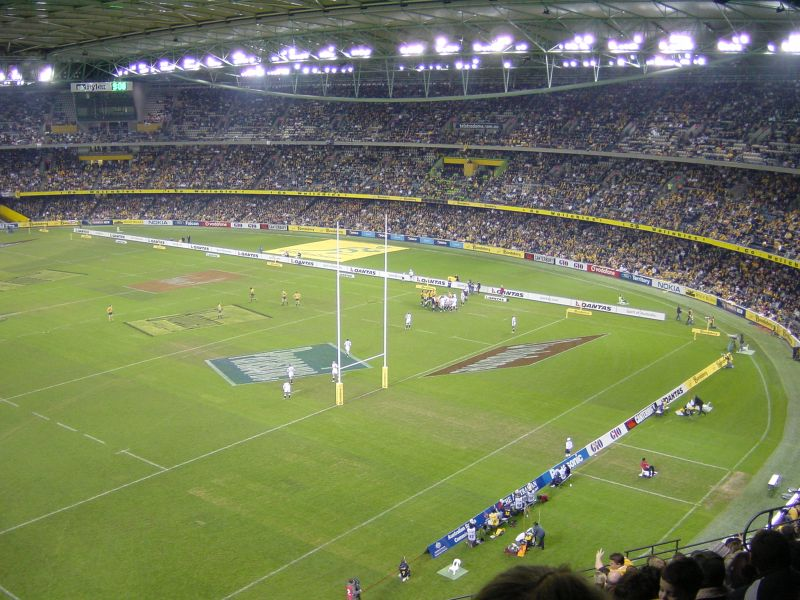
Una fase di - Inghilterra a Sydney il 17 giugno 2006

A seguito di tali prestazioni deficitarie la RFU tagliò lo staff tecnico di Andy Robinson e gli affiancò la neoistituita figura dell'Élite Rugby Director, una sorta di tutore di fatto, identificato in Rob Andrew; il nuovo staff prevedeva John Wells e Mike Ford allenatori degli avanti e Brian Ashton allenatore dei tre quarti.
Dopo un non esaltante tour in Australia con zero vittorie nei test match, a novembre giunsero tre ulteriori rovesci su quattro incontri: accettabile, anche se pesante, il 20-41 subìto dagli All Blacks, ma devastante per il prestigio inglese il 18-25 inferto loro dall'Argentina, prima sconfitta di sempre contro i sudamericani nonché settima a seguire in assoluto, record negativo eguagliato; il 14-25 incassato nel secondo incontro con il Sudafrica (dopo la vittoria nel primo che salvò gli inglesi da una striscia di 8 sconfitte) fu l'atto finale della gestione Robinson che, dopo 13 sconfitte in 22 incontri, rassegnò le dimissioni; in un'intervista al Times qualche mese più tardi, Robinson lamentò le stesse criticità che avevano indotto il suo predecessore Woodward alle dimissioni: attribuì infatti le scarse prestazioni a rapporti ambigui tra club e RFU, a causa dei quali non ebbe mai il pieno controllo sui giocatori a sua disposizione.

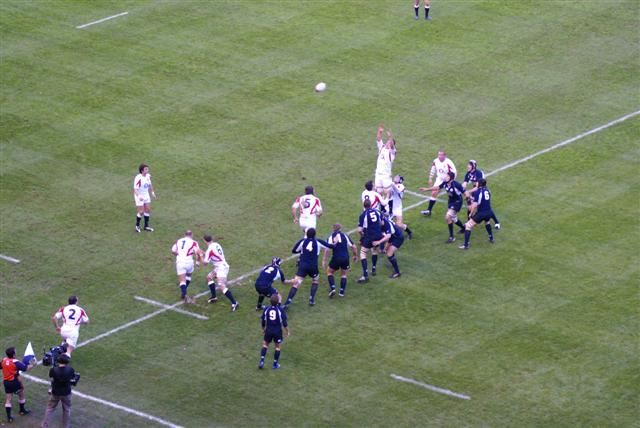
Una fase di Inghilterra ‒ del Sei Nazioni 2007

Robinson fu rimpiazzato dal suo vice Ashton il 20 dicembre successivo, a 9 mesi dall'inizio della Coppa del Mondo 2007 e il titolo di campione in carica da difendere.
Nel diramare le convocazioni per il Sei Nazioni 2007 Ashton mise in chiaro che avrebbe comunicato con largo anticipo ai club i nomi dei giocatori da utilizzare, nella speranza che venissero lasciati a riposo nel fine settimana immediatamente precedente a ogni partita del torneo.
Il nuovo C.T. inaugurò il Sei Nazioni 2007 con la vittoria della Calcutta Cup battendo 42-20 la Scozia a Twickenham grazie a 27 punti del rientrante Jonny Wilkinson, assente in nazionale dalla finale mondiale di Sydney causa infortuni di ogni natura, ma il 20-7 interno con cui fu battuta l'Italia fu vista come un successo azzurro e spia delle difficoltà di squadra, ammesse dallo stesso Ashton e da Wilkinson, che riconobbero agli avversari il merito di aver loro creato molti problemi in gara.
Nel seguito di torneo giunsero due sconfitte, contro Irlanda) e Galles intervallate da un'inutile vittoria contro la Francia vincitrice del torneo: l'Inghilterra finì terza, appena due punti sopra l'Italia quarta; a rinforzare i dubbi sulla possibile difesa del titolo giunsero inoltre due pesanti sconfitte durante il tour in Sudafrica: contro gli Springbok l'Inghilterra perse 10-58 a Bloemfontein e 22-55 a Pretoria.
La squadra arrivò alla Coppa del Mondo 2007 con una vittoria (Galles) e due sconfitte (Francia) nei warm-up agostani.

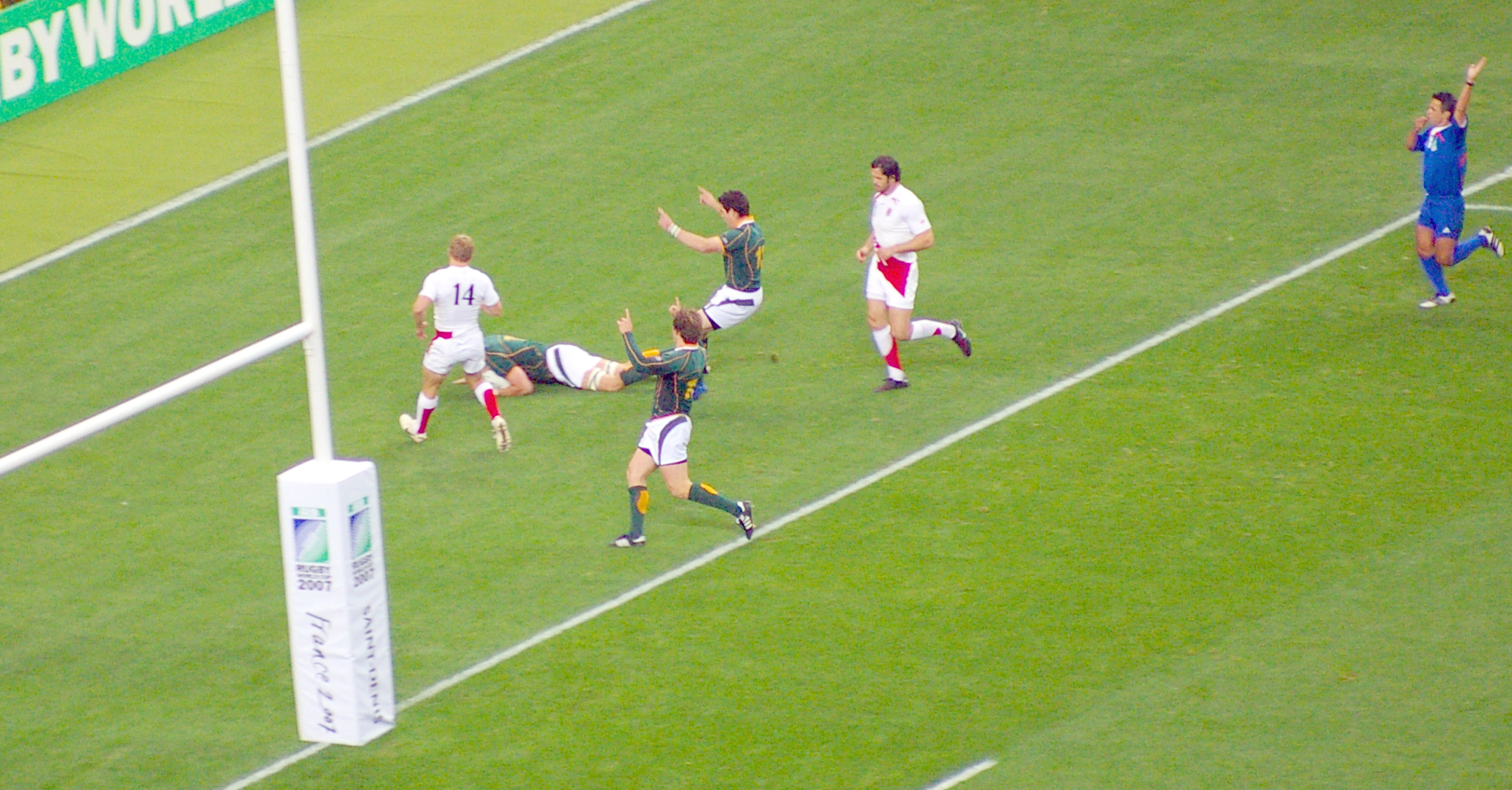
La prima meta del sudafricano Juan Smith nella sconfitta inglese per 0-36 alla

Il sorteggio metteva l'Inghilterra, che all'inizio di torneo aveva Wilkinson indisponibile per problemi fisici, di fronte a Sudafrica, Stati Uniti, Samoa e Tonga; l'esordio a Lens fu una vittoria 28-10 sugli americani che sollevò più di qualche interrogativo, confermato dall'imbarazzante rovescio allo Stade de France per 0-36, il terzo in tre mesi contro i sudafricani, che fece persino dubitare della possibilità di passare il turno; alla sconfitta fecero da corollario anche la perdita di Jason Robinson per circa un mese, e quella definitiva di Jamie Noon, entrambi usciti in corso di gara per infortunio.
Le vittorie successive su Samoa (44-22) e Tonga (36-20) valsero la qualificazione ai quarti di finale, e lì gli inglesi ritrovarono compattezza: contro l'Australia a Marsiglia gli uomini di Ashton tennero il campo per tutto l'incontro e concessero pochissimo agli Wallabies che marcarono solo una meta; il ritrovato Wilkinson marcò quattro calci piazzati che valsero la vittoria per 12-10 e l'ingresso tra le prime quattro al mondo.
In semifinale l'Inghilterra trovò la Francia che nel turno precedente aveva eliminato gli All Blacks, e anche lì i Bianchi riuscirono nell'impresa di impedire agli avversari di sviluppare il proprio gioco sebbene avessero condotto per buona parte della partita senza mai però prendere il largo, cosa che permise agli inglesi di prendere la testa della partita a sei minuti dalla fine e consolidarla a tre: 14-9 fu il risultato finale.
La gara per il titolo vide per la seconda volta nel torneo, e per la quarta nell'anno, il confronto tra inglesi e sudafricani: la partita fu molto più chiusa e in campo Wilkinson e compagni non concessero mete, ma al gioco al piede fu ugualmente vinta dagli Springbok che si imposero 15-6.
L'arbitro irlandese Alain Rolland annullò a Mark Cueto una meta in seguito a una controversa analisi del filmato che non aiutava a chiarire se, al momento di realizzare, il giocatore inglese fosse dentro il campo con ogni parte del corpo.
Nonostante la sconfitta, all'Inghilterra fu riconosciuto che il solo aver raggiunto la finale, visto il quadriennio terribile che aveva preceduto la Coppa del Mondo, era stato di per sé un risultato di tutto rispetto.

#### Le gestioni Johnson e Lancaster

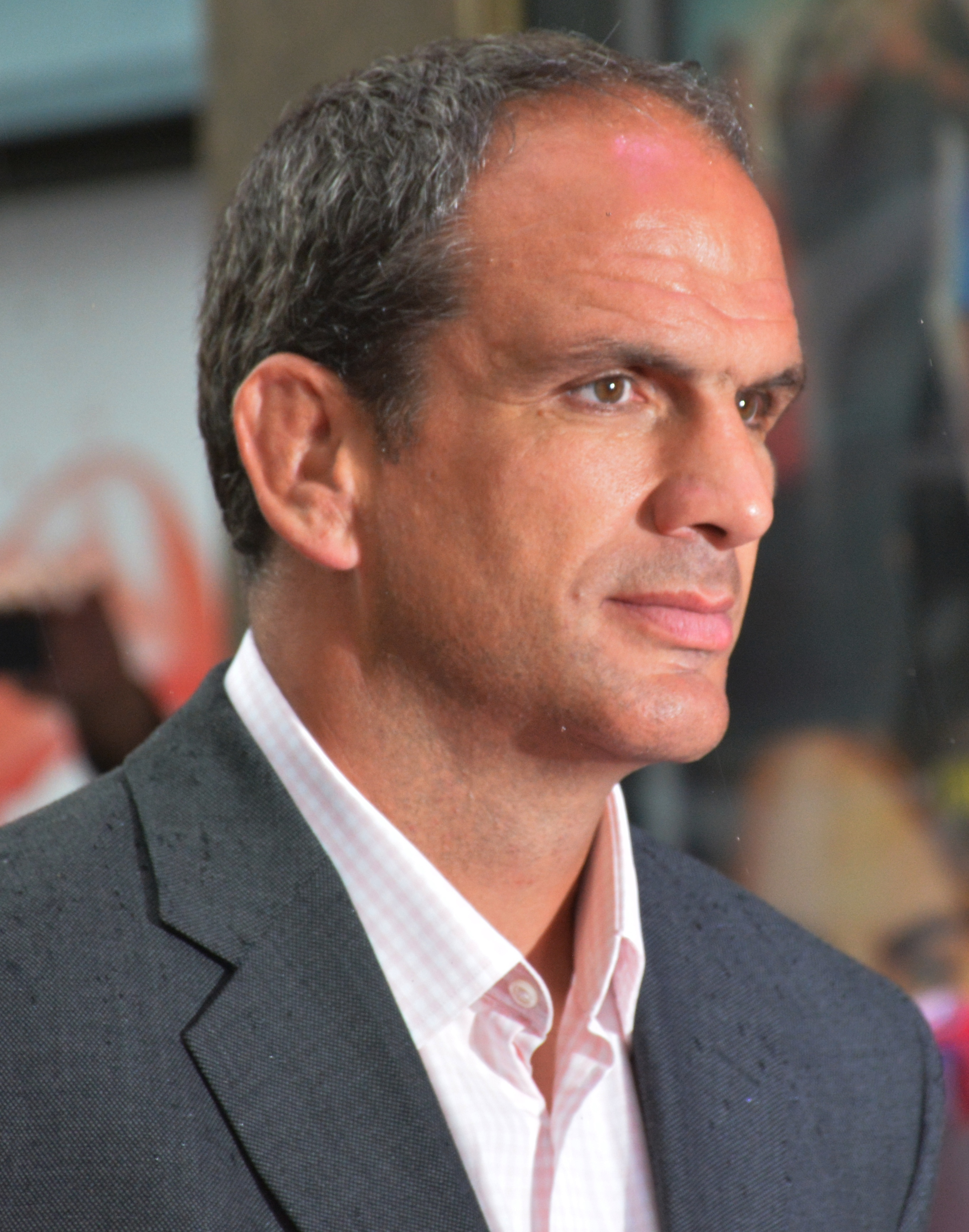
Martin Johnson, C.T. dal 2008 al 2011

Il contratto di Ashton, valido per un anno, fu rinnovato a dicembre 2007.
Ciononostante, dopo un Sei Nazioni 2008 terminato al secondo posto dietro al Galles autore del Grande Slam, Rob Andrew decise un avvicendamento alla guida tecnica della squadra, affidandola all'ex giocatore internazionale Martin Johnson e offrendo nel contempo ad Ashton l'incarico di allenatore capo del centro tecnico federale, da questi tuttavia rifiutato.
Martin Johnson entrò in carica il 1º luglio successivo, quindi l'interim per quei tre mesi fu assunto dallo stesso Andrew.
Il primo banco di prova per il nuovo C.T. furono i test match autunnali del 2008, in cui l'Inghilterra fu impegnata in sequenza contro Australia, Sudafrica e Nuova Zelanda: furono tre sconfitte, rispettivamente 14-28, frutto di indisciplina tattica che garantì 10 calci di punizione agli Wallabies, 6-42, peggior sconfitta interna di sempre e 6-32, di nuovo caratterizzata dall'eccessiva fallosità che valse 15 calci piazzati a favore degli All Blacks.
Il Sei Nazioni 2009 vide gli inglesi secondi a pari merito della Francia a 4 punti di distacco dell'Irlanda vincitrice del Grande Slam; nel resto dell'anno le uniche vittorie di rilievo furono contro l'Argentina, dapprima nel tour di metà anno e successivamente in quello dei sudamericani di fine anno.
Insoddisfacente anche il risultato nel Sei Nazioni 2010, culminato nelle incerte prove contro le due squadre più deboli di quell'edizione, l'Italia battuta di stretto margine 17-12 allo Stadio Flaminio ‒ in quella che comunque fu la prima vittoria esterna della gestione Johnson ‒ e la Scozia con cui la squadra pareggiò 15-15 a Murrayfield, punteggio utile solo a mantenere la Calcutta Cup.
Primi segnali di ripresa si videro nel tour di metà anno in Australia, nel secondo test match del quale furono battuti 21-20 gli Wallabies; la crescita fu confermata in autunno dal bis concesso contro lo stesso avversario a Twickenham, una vittoria 35-18 ritenuta la miglior partita della gestione Johnson, che faceva seguito alla prestazione di una settimana prima contro la Nuova Zelanda, giudicata, nonostante la sconfitta 16-26, un progresso rispetto alle incertezze che la squadra manifestava da quasi due anni.
I citati progressi furono confermati alfine nel Sei Nazioni 2011, dal quale l'Inghilterra uscì vincitrice per la prima volta dopo 8 anni, benché mancando la soddisfazione del Grande Slam proprio all'ultima giornata a causa di un'ininfluente sconfitta contro l'Irlanda; singolarmente, lo stesso Martin Johnson era presente anche nella più recente vittoria del 2003 ma come capitano della squadra.

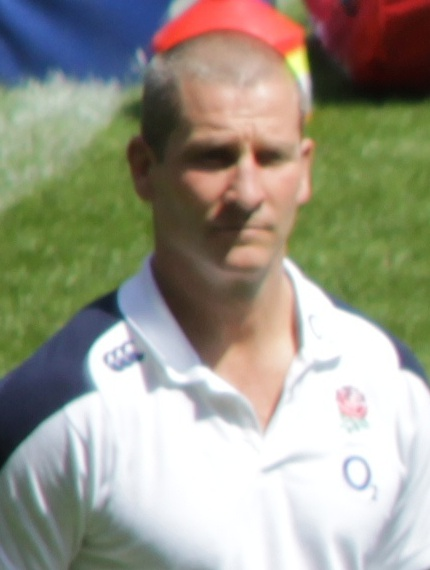
Stuart Lancaster, C.T. dal 2011 al 2015

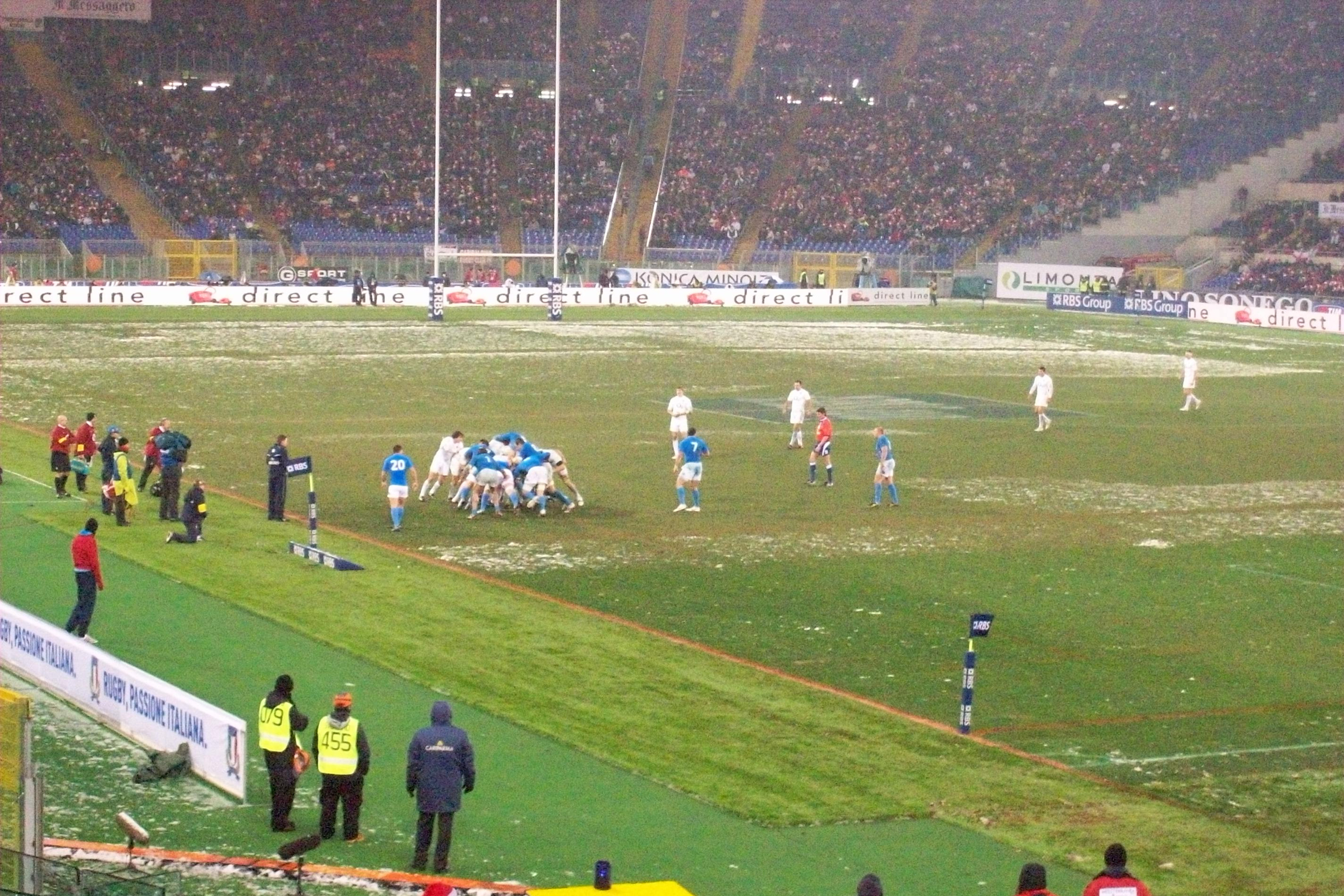
Mischia su un campo innevato contro l' a Roma al Sei Nazioni 2012

Il prosieguo dell'anno non vide, per la prima volta dal 1973, alcuna nazionale delle Home Unions organizzare tour sotto l'Equatore per la concomitanza con la Coppa del Mondo in Nuova Zelanda a settembre, quindi la squadra di Johnson si avvicinò al mondiale con tre incontri agostani di warm-up, due sconfitte e una vittoria contro due nazionali delle isole britanniche; la partita d'esordio in Coppa del Mondo fu, a posteriori, la più dura della prima fase per gli inglesi, che vinsero 13-9 sull'Argentina, risultato rivelatasi decisivo per la conquista del primo posto del girone che vedeva in lizza anche Georgia, Romania e l'altra britannica Scozia, eliminata proprio dall'Inghilterra che la batté 16-12.
Il cammino inglese s'interruppe però contro la Francia nei quarti di finale: non bastò Jonny Wilkinson, in quella che si rivelò essere la sua ultima partita internazionale, a contrastare la maggiore iniziativa dei rivali d'Oltremanica che si imposero 19-12 e presero la rivincita della semifinale di quattro anni prima; dopo la competizione Johnson rassegnò le dimissioni.
Impossibilitata a trovare nell'immediato un nome di rilievo per la guida della squadra, e nell'imminenza del Sei Nazioni 2012, la RFU affidò quindi l'incarico ad interim a Stuart Lancaster, allenatore federale all'epoca commissario tecnico dell'Inghilterra A; interna anche la scelta dei suoi vice, Graham Rowntree e Andy Farrell, allenatori rispettivamente degli avanti e dei tre quarti.
L'inizio del Sei Nazioni fu positivo con due vittorie, benché la seconda, conseguita in un insolitamente innevato stadio Olimpico di Roma contro l'Italia, andò vicino a diventare una storica sconfitta: alla fine del primo tempo, infatti, gli Azzurri conducevano 12-6 e al 50' erano 15-9, ma una meta inglese di Charlie Hodgson trasformata da Owen Farrell portò la squadra avanti di uno e lo stesso Farrell a 15' dalla fine marcò gli ultimi 3 punti al piede; vittoria a parte, per la prima volta in un incontro del torneo l'Inghilterra fu superata dall'Italia nel conteggio delle mete marcate (due contro una).
Lancaster guidò la squadra al secondo posto del Sei Nazioni e, pochi giorni più tardi, la RFU lo confermò commissario tecnico insieme a tutto il suo staff.
Il primo tour sotto la guida di Lancaster fu in Sudafrica a metà 2012, e metteva i Bianchi di fronte a tre test match contro gli Springbok: sconfitta di misura 17-22 nel primo incontro a Durban soprattutto grazie alla migliore condizione fisica degli avversari; nove punti finali di scarto a Johannesburg nel secondo test (27-36), solo parzialmente ridotti in corso di partita (il primo tempo era finito a -10, 15-25); infine, match equilibrato a Port Elizabeth, risoltosi in un 14-14 speculare (una meta e tre calci piazzati per parte) con cui si interruppe una serie di 9 sconfitte consecutive degli inglesi contro il Sudafrica.
L'impresa fu firmata dalla squadra di Lancaster in occasione dei test di fine anno: opposta ai tre pesi massimi dell'Emisfero Sud, perse nell'ordine contro l'Australia 14-20 e il Sudafrica 15-16, ma nel fine settimana di chiusura dei test batté la Nuova Zelanda 38-21 al termine di un incontro in cui i campioni del mondo incassarono nella prima frazione uno 0-15 mai subìto in precedenza; si trattò in assoluto della peggior sconfitta inflitta agli All Blacks dagli inglesi, accreditati della miglior prestazione di sempre a Twickenham.
I successivi due anni e mezzo d'avvicinamento alla Coppa del Mondo 2015 furono caratterizzati da vittorie mancate per dettagli: per tre edizioni consecutive di Sei Nazioni l'Inghilterra appaiò in testa alla classifica la squadra vincitrice ma dovette sempre soccombere a causa della differenza punti fatti/subìti: nel 2013 di fronte al Galles, che proprio nell'ultima giornata, di fatto uno spareggio, batté gli inglesi 30-3 infliggendo loro la peggior sconfitta nei confronti tra le due vicine; nel 2014 e 2015 invece fu l'Irlanda ad avere la meglio.

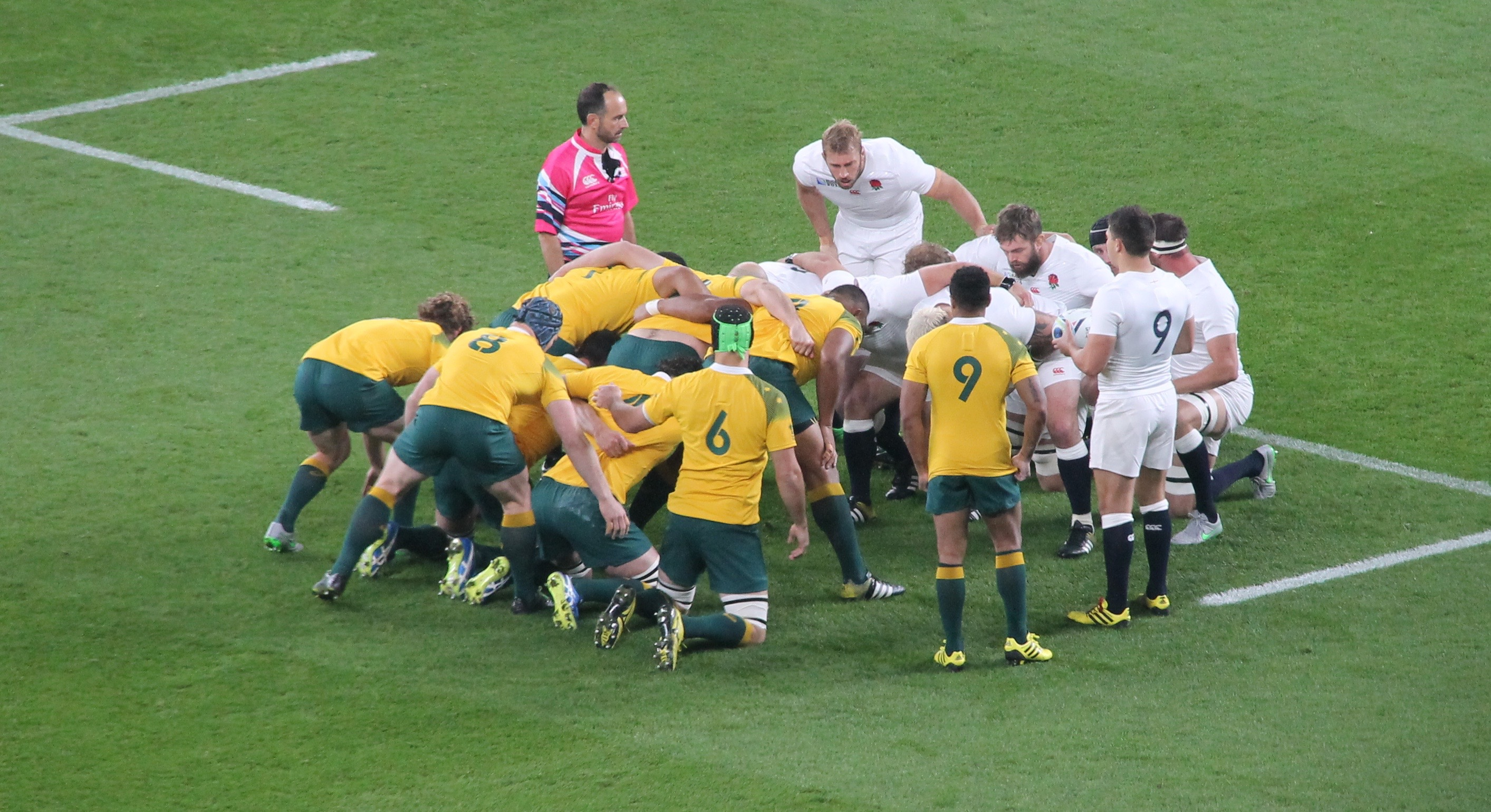
Mischia chiusa tra e Inghilterra alla

Le 18 vittorie consecutive dell'Inghilterra:
1. Inghilterra ‒ Uruguay 60-3
(Manchester, 10 ottobre 2015)
2. Scozia ‒ Inghilterra 9-15
(Edimburgo, 6 febbraio 2016)
3. Italia ‒ Inghilterra 9-40
(Roma, 14 febbraio 2016)
4. Inghilterra ‒ Irlanda 21-10
(Londra, 27 febbraio 2016)
5. Inghilterra ‒ Galles 25-21
(Londra, 12 marzo 2016)
6. Francia ‒ Inghilterra 21-31
(Saint-Denis, 19 marzo 2016)
7. Inghilterra ‒ Galles 27-13
(Londra, 29 maggio 2016)
8. Australia ‒ Inghilterra 28-39
(Brisbane, 11 giugno 2016)
9. Australia ‒ Inghilterra 7-23
(Melbourne, 18 giugno 2016)
10. Australia ‒ Inghilterra 40-44
(Sydney, 25 giugno 2016)
11. Inghilterra ‒ Sudafrica 37-21
(Londra, 12 novembre 2016)
12. Inghilterra ‒ Figi 58-15
(Londra, 19 novembre 2016)
13. Inghilterra ‒ Argentina 27-14
(Londra, 26 novembre 2016)
14. Inghilterra ‒ Australia 37-21
(Londra, 3 dicembre 2016)
15. Inghilterra ‒ Francia 19-16
(Londra, 4 febbraio 2016)
16. Galles ‒ Inghilterra 16-21
(Cardiff, 11 febbraio 2017)
17. Inghilterra ‒ Italia 36-15
(Londra, 26 febbraio 2017)
18. Inghilterra ‒ Scozia 61-21
(Londra, 11 marzo 2017)

Per quanto riguarda i tour, nel 2013 ne fu organizzato uno in tono minore in Argentina privo dei migliori elementi, impegnati nella concomitante spedizione dei British and Irish Lions in Australia; anche una volta giunta in Sudamerica la squadra inglese lasciò partire altri giocatori per rimpiazzare gli infortunati dei Lions; nonostante i rimaneggiamenti e i numerosi esordienti in squadra, l'Inghilterra vinse entrambi i test match con i Pumas con larghi margini, 32-3 e 51-26, primo en plein in Argentina, mentre nel 2014 se ne tenne uno in grande stile in Nuova Zelanda che prevedeva tre test match contro gli All Blacks risoltisi in altrettante sconfitte: considerate accettabili in un'ottica di crescita della squadra le prime due, rispettivamente 15-20 ad Auckland e 27-28 a Dunedin, la terza, per 13-36, fu giudicata frutto della prestazione deficitaria durante un primo tempo che la stampa britannica bollò come la peggior frazione di gioco della gestione Lancaster: all'intervallo infatti il punteggio vedeva gli inglesi sotto nel punteggio per 6-29.
Un anno prima della competizione mondiale la RFU prolungò a Lancaster l'incarico fino al 2020.
Alla Coppa del Mondo 2015 l'Inghilterra, squadra della federazione ospitante, fu sorteggiata in quello che la stampa definì «il girone della morte» perché, a parte le due più probabili candidate all'eliminazione Figi e Uruguay, ivi figuravano anche Australia e Galles, con l'ovvia implicazione che una delle tre principali pretendenti al titolo finale sarebbe stata eliminata; l'Inghilterra compromise subito il suo percorso perdendo 25-28 contro il Galles e, a seguito della successiva sconfitta 13-33 subìta dagli Wallabies, andò incontro a una clamorosa eliminazione battendo due record negativi nella storia della Coppa del Mondo: prima di allora, infatti, né la squadra di casa in generale, né la stessa Inghilterra in particolare, erano mai uscite dal torneo dopo la fase a gironi.
Nonostante i cinque anni di contratto ancora davanti a sé, la posizione di Lancaster fu messa pesantemente in discussione già nei postumi della sconfitta; pur con uno score complessivo migliore dei suoi predecessori (28 vittorie su 46 incontri, solo Clive Woodward e Jack Rowell potevano vantare un rapporto incontri vinti/giocati nettamente superiore), gli fu contestata la mancata qualificazione, primo C.T. a non conseguire tale traguardo, e a ciò fece seguito la rescissione consensuale del contratto.

#### Eddie Jones e il ritorno ai vertici
Il 20 novembre 2015 la RFU annunciò l'ingaggio quadriennale dell'australiano Eddie Jones, primo commissario tecnico non inglese della squadra nazionale.
Il cambio di passo con la nuova conduzione tecnica fu immediatamente evidente nel Sei Nazioni 2016, vinto dopo 5 anni di digiuno con il corollario del Grande Slam che mancava da 13 stagioni; anche l'edizione successiva fu appannaggio dell'Inghilterra, sebbene con una sconfitta lungo il percorso, la partita dell'ultima giornata persa contro l'Irlanda, che non solo impedì il secondo Slam consecutivo, ma fermò a 18 una serie-primato di vittorie consecutive iniziata con l'ultima gara della gestione Lancaster, il 60-3 contro l'Uruguay con cui gli inglesi salutarono la Coppa del Mondo 2015: tra i due tornei vinti, infatti, la squadra inanellò tre vittorie in altrettanti test match contro gli Wallabies nel tour australiano del 2016 (39-28, 23-7 e 44-40), precedute da un successo 27-13 sul Galles in una gara di warm-up pre-tour, e quattro vittorie su altrettanti test match autunnali di fine anno, in sequenza contro Sudafrica (37-21), Figi (58-15), Argentina (27-14 con un uomo in meno per 75 minuti a causa dell'espulsione di Elliot Daly per un placcaggio alto sul puma Leonardo Senatore) e infine Australia (un altro 37-21 come contro gli Springbok).
Al pari del suo predecessore Lancaster quattro anni prima, Jones portò nel 2017 l'Inghilterra in Argentina priva di circa 30 dei migliori elementi, sia per infortunio che per la concomitante serie dei British Lions in Nuova Zelanda; anche pesantemente rimaneggiata, tuttavia, la squadra si aggiudicò entrambi i test match in programma contro i Pumas, nell'ordine 38-34 e 35-25.
Fiore all'occhiello degli incontri autunnali fu, invece, la quinta vittoria consecutiva contro l'Australia, 30-6 e ventunesima partita vinta su 22 dirette da Jones.
Quando alla terza giornata del Sei Nazioni 2018 l'Inghilterra si presentò al Murrayfield di Edimburgo per la Calcutta Cup di quell'anno, la squadra aveva incrementato il suo rapporto tra partite vinte e giocate, avendone persa solo una su 25; la seconda fu proprio a opera della nazionale del Cardo, che non batteva i suoi rivali d'oltre Vallo dal 2008; quella che pareva un incidente di percorso fu altresì la prima di tre sconfitte consecutive che costarono alla squadra il penultimo posto in classifica davanti solo all'Italia: nell'era del torneo a sei squadre mai gli inglesi erano scesi sotto al quarto posto.
Le iniziali due sconfitte in Sudafrica durante la serie con gli Springbok allungarono la sequenza a cinque incontri senza bottino; a mitigare la delusione per la sconfitta nella serie, il cui esito comunque Jones giudicò positivo per la crescita dei suoi giocatori, giunse la vittoria nel terzo incontro, 25-10.
Anonimo invece il Sei Nazioni 2019 inglese, concluso al secondo posto ma senza reali possibilità di vittoria dopo la sconfitta contro il Galles, e chiuso con un inedito e rocambolesco 38-38 in casa contro la Scozia, che a Twickenham non faceva risultato dal 1983: a fronte infatti di un primo tempo brillantemente chiuso 31-7, la squadra di Jones subì nella ripresa lo stesso punteggio speculare pure nell'andamento (ovverosia 31 punti consecutivi scozzesi come quelli inglesi nel primo tempo); a tempo ormai scaduto, con la Scozia avanti 38-31, fu George Ford a trovare la meta che, da egli stesso trasformata, evitò alla sua squadra una disastrosa capitolazione.
Il calendario della fase a gironi della Coppa del Mondo 2019 in Giappone metteva l'Inghilterra di fronte a, nell'ordine, Tonga, Stati Uniti, Argentina e Francia: oceaniani e nordamericani furono regolati agevolmente con i punteggi di, rispettivamente, 35-3 e 45-7.
La vittoria 39-10 sui Pumas, stante la precedente sconfitta dei sudamericani anche contro la Francia, significò per la squadra di Jones la certezza matematica del passaggio ai quarti di finale.
L'ultima partita contro i rivali d'Oltremanica avrebbe dovuto decidere l'ordine di passaggio alla fase a play-off, ma a causa del tifone tropicale Hagibis, che colpì l'estremo oriente asiatico nelle prime due settimane di ottobre, alcuni incontri, tra cui proprio quello degli inglesi contro la Francia, furono annullati da World Rugby (nome nel frattempo assunto dall'ex International Rugby Board) e dichiarati pareggi per 0-0 con due punti in classifica a ciascuna delle squadre; a seguito di tale decisione l'Inghilterra rimase prima in classifica e trovò l'Australia nei quarti di finale.
A Ōita Eddie Jones guidò l'Inghilterra alla settima vittoria consecutiva sui suoi compatrioti, un 40-16 in cui la superiorità dei giocatori in maglia bianca fu evidente per tutta la partita e messa in dubbio solo per pochi minuti all'inizio del secondo tempo, quando una meta di Marika Koroibete portò gli Wallabies a ridosso di un punto degli avversari (16-17), ma nel prosieguo il resto delle marcature fu solo inglese e la squadra raggiunse la semifinale per la prima volta dopo 12 anni; ad attendere a Yokohama gli inglesi nel penultimo atto della competizione c'era la Nuova Zelanda campione del mondo da 8 anni, che non perdeva una partita in Coppa del Mondo dall'eliminazione subìta contro la Francia nel 2007 e vantava un record di 18 vittorie consecutive nel torneo; oltre ciò, l'Inghilterra aveva sempre perso in Coppa del Mondo contro gli All Blacks sia nella fase a gironi che nei play-off: tutte le statistiche furono sovvertite perché la squadra di Jones vinse 19-7, non concedendo che una sola meta agli avversari e raggiungendo per la quarta volta la finale, per la seconda volta consecutiva contro il Sudafrica come 12 anni prima in Francia.
L'Inghilterra non ripeté tuttavia le brillanti prove offerte negli altri turni e gli Springbok ebbero la meglio sia sul piano fisico che tattico, guadagnando territorio e costringendo al fallo sistematico la squadra di Jones: 32-12 fu il risultato finale contro cui si infransero le speranze di un secondo titolo mondiale; il neozelandese Warren Gatland, allenatore del Galles, dopo la sconfitta in semifinale della sua squadra contro lo stesso Sudafrica aveva affermato che l'Inghilterra avrebbe avuto speranze di titolo a patto di non considerare la vittoria contro la Nuova Zelanda in semifinale come la vera finale e non perdesse tensione; dalle colonne del Guardian l'All Black Nick Evans confermò, dopo la finale, l'analisi di Gatland e lo stesso Jones, da parte sua, non escluse l'ipotesi che la squadra potesse avere provato qualcosa di assimilabile ai postumi dell'ebbrezza dopo la semifinale.
Ad aprile 2020, con il Sei Nazioni già iniziato ma sospeso a tempo indeterminato per via della pandemia di COVID-19 che aveva bloccato le manifestazioni sportive quasi ovunque nel mondo, Eddie Jones fu confermato nell'incarico dalla RFU fino a tutta la Coppa del Mondo 2023.
Alla ripresa delle attività sei mesi più tardi l'Inghilterra vinse il suo trentanovesimo Sei Nazioni, il terzo dell'era-Jones e, a seguire, l'Autumn Nations Cup, torneo istituito da World Rugby in sostituzione dei test match di fine anno che la pandemia rese impossibile disputare.

## Colori e simboli

### Lo stemma

La rosa rossa dei Lancaster

A differenza delle altre due maggiori federazioni sportive inglesi ‒ la calcistica e la crickettistica ‒ che adottarono nei loro stemmi i Tre Leoni dei Plantageneti, quella rugbistica prese a simbolo la rosa rossa della casa di Lancaster, uno dei rami discendenti dei citati Plantageneti: l'altro ramo, la casa di York, invece, aveva come simbolo una rosa bianca.
Entrambe le casate diedero diversi sovrani all'Inghilterra (due per tutti, Enrico IV per i Lancaster e Riccardo III per gli York) e si affrontarono in un lungo conflitto per il trono inglese, passato alla storia come Guerra delle due rose.
Sebbene i due rami familiari alla fine del conflitto si fossero praticamente annientati a vicenda, fu un Lancaster ‒ l'ultimo, Enrico VII, avo di Elisabetta I ‒ che, sposando l'ultima discendente della famiglia rivale, Elisabetta di York, finì di fatto il conflitto e diede origine, nel 1485, alla dinastia dei Tudor, che diede continuità al trono d'Inghilterra.
La scelta della rosa rossa deriva dal fatto che, sebbene tale matrimonio avesse riunito i due rami familiari, il nome tramandato in via maschile fu quello dei Lancaster, da cui la scelta di utilizzare la rosa rossa come simbolo di continuità.
La forma e il disegno della rosa subìrono fin dai primi anni di vita della nazionale diverse modifiche, finché nel 1920 essi ricevettero un tratto definitivo, che è quello che fu utilizzato fino a metà degli anni novanta; la standardizzazione del modello (ovvero l'imposizione di un logo unico per uniformi, lettere, e presentazioni ufficiali) si deve ad Alfred Wright, un dipendente di lungo corso della Rugby Football Union che svolse funzioni di impiegato di concetto e, dopo la pensione, anche di archivista e memoria storica della federazione fino alla sua morte negli anni ottanta.
Nel 1997 la RFU decise di ridisegnare la rosa in quanto il simbolo storico non era legalmente tutelabile e quindi non sfruttabile in via esclusiva per scopi commerciali; tuttavia nel 2016 l'allora fornitore ufficiale Canterbury of New Zealand produsse un'uniforme di gioco in omaggio all'opera di Wright, in cui la rosa da questi a suo tempo scelta non era serigrafata ma cucita in rilievo sulla maglietta.

### Le uniformi di gioco

Lo sponsor di maglia dal 2002

La tenuta di gioco è generalmente bianca con poche variazioni: sulla sinistra della maglietta campeggia la citata rosa rossa dei Lancaster.
Maglia e pantaloncini della prima uniforme sono completamente bianchi, e i calzettoni sono blu marino; i colori della seconda uniforme hanno variato spesso, e la combinazione più recente è una tenuta completamente blu marino; in passato la federazione fu criticata per la scelta dei colori della tenuta alternativa, proposta in rosso, viola, grigio e financo nero.
Sponsor tecnico degli equipaggiamenti è, dal 1º settembre 2020, la britannica Umbro, fornitrice fino a tutto il 31 agosto 2023.
Tra il 1991 e il 1997 la fornitura d'equipaggiamento fu a carico di Cotton Traders, azienda tessile inglese fondata dall'ex giocatore internazionale Fran Cotton; a questa successe la statunitense Nike, il più duraturo degli sponsor tecnici del passato, avendo fornito materiale tecnico alla nazionale per 15 anni fino al 2012 per poi essere rimpiazzata dalla britannica Canterbury of New Zealand, partner per 8 anni fino all'avvento della menzionata Umbro.
Lo sponsor di maglia è, altresì, Telefónica O2, presente con tale nome dal 2002: il primo marchio sulle uniformi della nazionale inglese fu, nel 1995, quello della compagnia di telecomunicazioni mobili Cellnet, successivamente rimarchiata BT Cellnet dopo la fusione con l'ex British Telecom; con l'acquisizione della compagnia da parte della spagnola Telefónica, il contratto di sponsorizzazione fu rilevato dalla nuova società e il nome commerciale sulle maglie cambiato in O2; il più recente rinnovo è dell'ottobre 2020, un accordo quinquennale fino a tutto il 2025, che quindi è destinato a contrassegnare un trentennio di partnership commerciale ininterrotta tra RFU e la compagnia di telefonia.

## Stadio

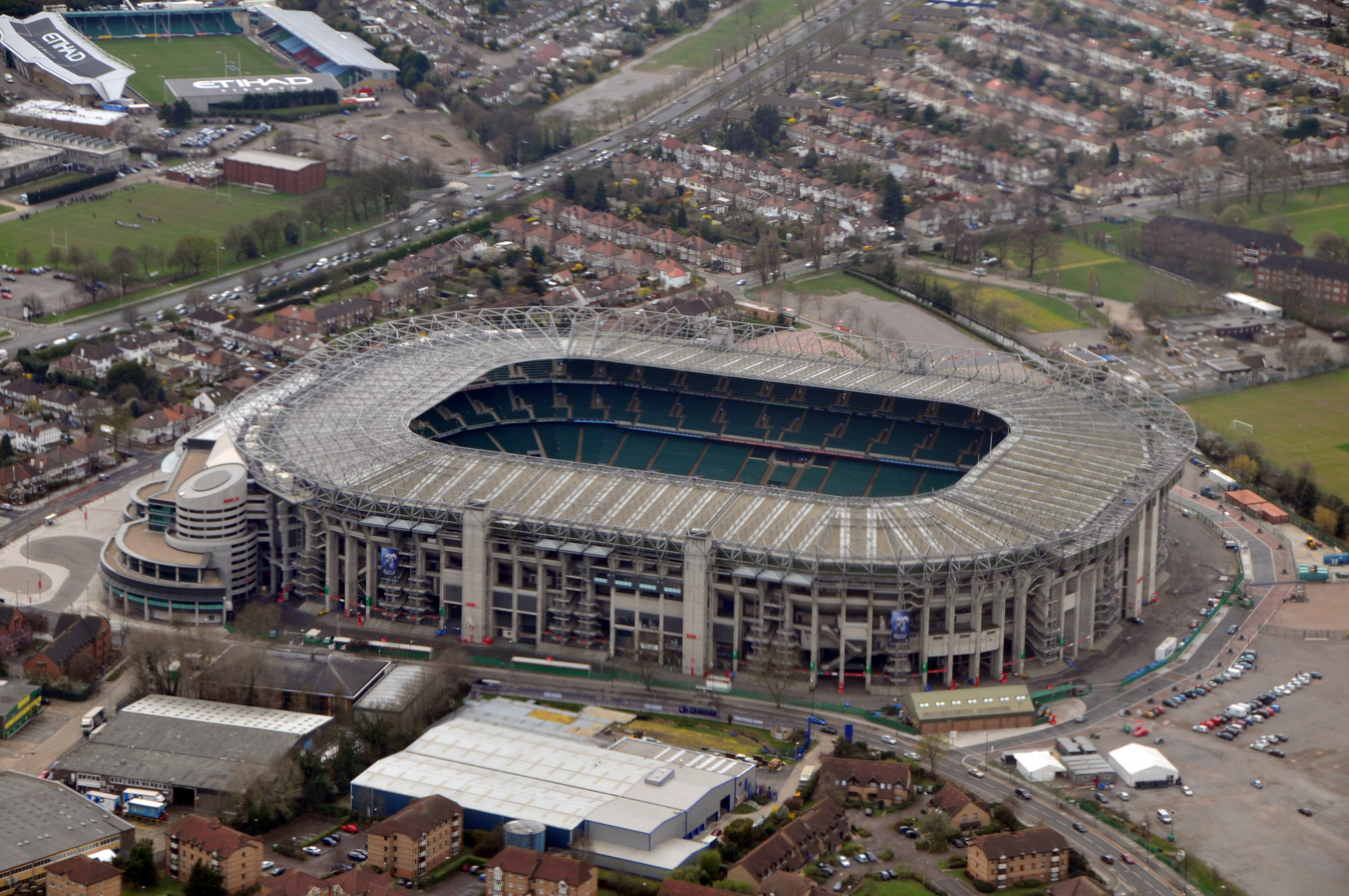
Vista aerea dello stadio Twickenham

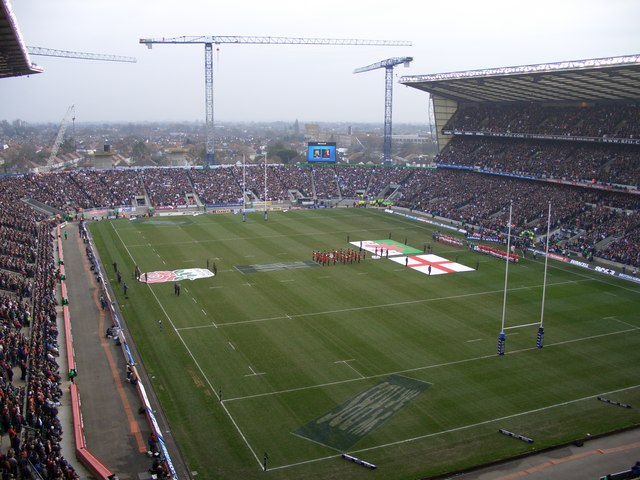
Twickenham a lavori in corso nel 2006

Dal 1910 il terreno interno della squadra è lo stadio di Twickenham, situato circa 15 km a sud-ovest di Piccadilly Circus nel quartiere londinese di Richmond upon Thames; originariamente in Middlesex, fu scelto per trovare una sede adeguata dal momento che la RFU intendeva porre fine al nomadismo della squadra.
Lo stadio è chiamato anche The Cabbage Patch («L'orto dei cavoli») per via del fatto che il terreno su cui sorge era adibito un tempo a uso agricolo destinato prioritariamente alla coltivazione di cavoli cappucci.
Nel primo dopoguerra furono edificate le prime strutture di rilievo, affidate al progetto dell'architetto scozzese Archibald Leitch.
L'impianto fu periodicamente ristrutturato e gradualmente trasformato fino ad arrivare alla configurazione più recente, ultimata nel 2006, che prevede copertura totale e un albergo e il World Rugby Museum inglobati nella tribuna meridionale.
Al 2021 Twickenham è l'unico stadio, insieme a Eden Park ad Auckland, ad avere ospitato due finali della Coppa del Mondo di rugby.
Prima della costruzione di Twickenham la nazionale itinerò tra nove diverse sedi su sette città inglesi: tra le principali strutture londinesi utilizzate figurano il Kennington Oval, adibito principalmente al cricket, che accolse la prima partita interna dell'Inghilterra nel 1872 contro la Scozia, il Crystal Palace Sports Centre, che nel 1905 fu testimone della prima volta della Nuova Zelanda in Europa, e Richardson's Field (oggi noto come Rectory Field), terreno interno del Blackheath, in cui l'Inghilterra esordì ospitando la partita del battesimo internazionale del Galles nel 1891 e che fu uno dei pochi, nell'era pre-Twickenham, a essere utilizzato più di una volta.

## Statistiche
La nazionale ha disputato al 31 dicembre 2020 751 test match per un totale di 419 vittorie (55,8% del totale), 51 pareggi e 281 sconfitte.
Il record di presenze appartiene a Ben Youngs, 117 presenze dal 2010 e tuttora in attività al 2022; dietro di lui Jason Leonard che, tra il 1990 e il 2004, scese in campo 114 volte e detenne il record fino al 26 febbraio 2022.
Il record di punti segnati appartiene a Jonny Wilkinson con 1179 che, insieme ai 66 punti realizzati per i British Lions, ne fanno anche il secondo miglior marcatore internazionale in assoluto dietro al neozelandese Dan Carter; Wilkinson è anche il miglior marcatore in Coppa del Mondo con 246 punti.
Il primato di mete realizzate è altresì appannaggio di Rory Underwood, unico giocatore dell'era dilettantistica (durante la sua carriera sportiva era ufficiale pilota della Royal Air Force) a detenere un record per l'Inghilterra: ne realizzò infatti 49 tra il 1984 e il 1996 e 50 in assoluto includendovi anche quella marcata per i British Lions.
L'avversario affrontato più di frequente dall'Inghilterra è la sua coetanea Scozia, incontrata 139 volte dal 1871, la più recente delle quali nel Sei Nazioni 2021, incontro vinto a Londra 11-6 dalla Scozia.
L'Inghilterra ha disputato test match contro 22 squadre battendole tutte almeno una volta; l'avversaria contro la quale dovette attendere più a lungo la prima vittoria fu il Sudafrica: 63 anni e 12 giorni passarono infatti tra la prima partita di sempre tra le due nazionali (8 dicembre 1906) e la vittoria per 11-8 degli inglesi a Twickenham (21 dicembre 1969).

### Giocatori di rilievo
Diciassette ex giocatori internazionali inglesi sono stati ammessi nella World Rugby Hall of Fame.
Tra di essi figurano, oltre ai citati Wavell Wakefield e Bill Beaumont, anche gli ex C.T. Clive Woodward e Martin Johnson, il recordman di presenze Jason Leonard e il miglior marcatore di punti Jonny Wilkinson.

## Allenatori
Lista dei commissari tecnici della nazionale inglese dal 1969, anno di istituzione ufficiale di tale incarico.
| Nome             | Dal              | Al               | G  | V  | N | P  | % V/G |
| ---------------- | ---------------- | ---------------- | -- | -- | - | -- | ----- |
| Don White        | 20 dicembre 1969 | 17 aprile 1971   | 11 | 3  | 1 | 7  | 27,3  |
| John Elders      | 15 gennaio 1972  | 16 marzo 1974    | 16 | 6  | 1 | 9  | 37,5  |
| John Burgess     | 18 gennaio 1975  | 31 maggio 1975   | 6  | 1  | 0 | 5  | 16,7  |
| Peter Colston    | 3 gennaio 1976   | 17 marzo 1979    | 18 | 6  | 1 | 11 | 33,3  |
| Mike Davis       | 24 novembre 1979 | 6 marzo 1982     | 16 | 10 | 2 | 4  | 62,5  |
| Dick Greenwood   | 15 gennaio 1983  | 20 aprile 1985   | 17 | 4  | 2 | 11 | 23,5  |
| Martin Green     | 1º giugno 1985   | 8 giugno 1987    | 14 | 5  | 0 | 9  | 35,7  |
| Geoff Cooke      | 16 gennaio 1988  | 19 marzo 1994    | 49 | 35 | 1 | 13 | 71,4  |
| Jack Rowell      | 4 giugno 1994    | 12 luglio 1997   | 29 | 21 | 0 | 8  | 72,4  |
| Clive Woodward   | 15 novembre 1997 | 2 settembre 2004 | 83 | 59 | 2 | 22 | 71,1  |
| Andy Robinson    | 15 ottobre 2004  | 29 novembre 2006 | 22 | 9  | 0 | 13 | 40,9  |
| Brian Ashton     | 20 dicembre 2006 | 16 aprile 2008   | 21 | 11 | 0 | 10 | 52,4  |
| Rob Andrew       | 21 giugno 2008   | 30 giugno 2008   | 2  | 0  | 0 | 2  | 0     |
| Martin Johnson   | 1º luglio 2008   | 16 novembre 2011 | 38 | 21 | 1 | 16 | 55,3  |
| Stuart Lancaster | 8 dicembre 2011  | 11 novembre 2015 | 46 | 28 | 1 | 17 | 60,8  |
| Eddie Jones      | 20 novembre 2015 | 6 dicembre 2022  | 81 | 59 | 2 | 20 | 72,8  |
| Steve Borthwick  | 19 dicembre 2022 | –                | 20 | 12 | 0 | 8  | 60,0  |

## Palmarès
- Coppe del mondo: 1
2003
- Sei Nazioni: 39
Home Championship: 1883, 1884, 1886, 1890, 1892, 1932, 1934, 1937, 1939
Cinque Nazioni: 1910, 1912, 1913, 1914, 1920, 1921, 1923, 1924, 1928, 1930, 1947, 1953, 1954, 1957, 1958, 1960, 1963, 1973, 1980, 1991, 1992, 1995, 1996
Sei Nazioni: 2000, 2001, 2003, 2011, 2016, 2017, 2020
- Autumn Nations Cup: 1
2020